# 仮面ライダー響鬼
『仮面ライダー響鬼』（かめんライダーヒビキ）は、2005年1月30日から2006年1月22日まで、テレビ朝日系列で毎週日曜8時から8時30分（JST）に全48話が放映された、東映制作の特撮テレビドラマ作品、および作中で主人公が変身するヒーローの名称。字幕放送を実施。本作品よりハイビジョン制作（アナログ放送ではレターボックス放送）を開始。
「平成仮面ライダーシリーズ」第6作目に当たる。キャッチコピーは「ぼくたちには、ヒーローがいる」。

## 概要
「完全新生」と銘打たれた本作品では、伝統的な “和” をベースとした世界観の元、作中では「仮面ライダー」ではなく “鬼”と呼ばれる戦士たちが「楽器」をモチーフとする武器で魔化魍と呼ばれる怪物と戦う。プロデューサー・髙寺成紀は制作発表の場で、「『響鬼』は平成の『仮面ライダーアマゾン』」と形容した。
本作品のライダーは、修行によって自らの肉体を変容させ、鬼となる能力を得た者たちである。「変身音叉」と呼ばれる変身のきっかけとなるアイテムは存在するが、能力を持たない者がそのアイテムを使っても鬼にはなれないため、平成仮面ライダーシリーズの多くで採用されてきた、変身ベルトなどの「仮面ライダーになれるアイテム」とは異なる。また、キックは必殺技ではなく、顔面に複眼がないなど、従来の仮面ライダー的な特徴を廃した。変身の際には着用していた服が破壊され変身解除すると全裸になるため代えの服を常に用意していたり、顔のみを変身解除する演出も行われている。
主役は「ライダー」でありながら当初バイクを所有せず、サポートメンバーが運転する乗用車で移動する。これは「音で戦うヒーロー」と騒音を生むバイクとの相性の悪さについて企画中に検討されたことの名残である。バイクの代わりに巨大な動物型メカ「ディスクアニマル」に騎乗する案もあったが、手のひらに載る通常のディスクアニマルとのサイズ差は映像で見る分には面白くても玩具では再現しきれないことと、現実離れの度が過ぎるため没となった。
物語面では、鬼に出会った少年の明日夢の成長譚が大きな柱となっている。平成仮面ライダーシリーズでは幼年層を意識しながらも重くシリアスな物語を強調した作品が続いていたが、本作品の作風はこれらの部分を極力抑えた明るい雰囲気となった。おおむねライダー（鬼）たちは温厚で正義感の強い者たちであり、従来のように戦いに対する葛藤や心の闇は描かれていない。また、ライダー同士の衝突はほとんど見られない。そのためゲーム版でライダー同士が戦うことは「手合わせ」という形となっている。
ほかにも、平成仮面ライダーシリーズでは初となる縦書きのタイトルロゴやスタッフクレジット、筆文字のカット挿入、ミュージカル的な演出など、前作までのシリーズとは違う試みがなされている。しかしこれらは話数が進むにつれて徐々に見られなくなっていった。
前期オープニングはインストゥルメンタルで、『仮面ライダークウガ』以来にエンディングが復活した。歌手には布施明を起用している。
前作『仮面ライダー剣』まで地上デジタル放送が4:3画角のレターボックスサイズでの額縁放送だったが、本作品よりデジタル放送は本格的に16:9画角のデジタルHD放送となる（HDでの初放送は前作『仮面ライダー剣』最終回の後の新番組告知から）。本作品よりHD制作に移行したが、インターレース映像とプログレッシブ映像が混在して制約が生じるなどの課題が残り、これらは次作の『仮面ライダーカブト』で改善が図られた。また、後期オープニングの撮影では『仮面ライダーカブト』に先駆けHD24P撮影システムが導入されていた。
『仮面ライダーディケイド』までの平成仮面ライダー作品の初公表は、12月末発売の『てれびくん』『テレビマガジン』でされるのが恒例だが、本作品では『仮面ライダー響鬼 Preview Issue』（小学館刊）が2004年12月17日に発売され、従来より早い初公表がされた。

## あらすじ
日本には、古来 “鬼” と呼ばれる者たちがいた。人間でありながら超人的な能力を持つ彼らは、魔化魍（）と呼ばれる妖怪の類から人々を守っていた。そして鬼をサポートする人々の体系は組織へ発展し、猛士（）と呼ばれるようになった。
西暦2005年。高校受験を目前に控えた安達 明日夢（）は、母の親戚の法事で屋久島に向かうフェリーの上で、船から転落した幼児を助ける男に出会う。それを見て驚く明日夢に男は何事もなかったかのように「結構鍛えてます」とだけ言い残して立ち去った。
従姉妹とともに法事を抜け出して島を散策しに出た明日夢は、白谷雲水峡の中でヒビキと再会するも、従姉妹が異形の男女である童子と姫に襲われる。従姉妹を助けたヒビキは明日夢に従姉妹を託し、音叉を顔の前にかざすと、鬼の姿である響鬼に変身し、童子と姫が変貌した怪童子と妖姫に立ち向かっていった。
怪童子を倒したヒビキに明日夢は悩みを打ち明ける。そして、ヒビキを探して山の奥へと入った明日夢は姫に襲われるもヒビキに助けられ、彼が響鬼の姿に変わるのを目撃するが、姫が育てた魔化魍であるツチグモが現れ、響鬼を襲う。ツチグモを倒したヒビキは「鍛えてるんです」と言って笑顔を見せる。
それ以来、親しくなったヒビキに興味を抱くようになった明日夢はそれと同時に彼に憧れを抱くようになる。

## 登場人物
鬼たちの名前は基本的にコードネームで本名を別に持つが、その本名で呼ばれることは皆無である。鬼・鬼の候補・過去に鬼だったとされる人物は、苗字・名前の（鬼の場合は通称も）最初の音が同じになっている。
ヒビキ / 仮面ライダー響鬼
本作品の主人公。音撃戦士響鬼に変身する男。1974年12月16日生まれ。31歳。本名は日高 仁志（）。何らかのきっかけで鬼を知り、「猛士」に参加する。その後、師匠である鬼に師事して、16歳で鬼となる能力を会得する。岐阜県の出身で元は吉野の「猛士」関西支部所属、5年前に関東支部に異動になった。猛士において戦闘を担当する鬼を15年以上務めるベテランで、飄々としているが、初対面の相手ともすぐに打ち解けられる気さくな性格である。挨拶の際の「シュッ」という敬礼のようなポーズがトレードマーク。兄がいるが、「猛士」との関わりはなく普通の一般人として暮らしている。
屋久島での魔化魍退治の一件以来、安達明日夢とは友人関係にある。ペーパードライバーであり、また大の機械オンチのため連絡が不便で仲間から文句を言われたりしている。音撃管や音撃弦も使えるが、弦の扱いは相当苦手であるらしく、先代斬鬼の元で弦の技を修行していたころには一悶着あったらしい。
中学生の時、友人が虐められているのに何も出来なかった自分に腹が立ち、自分を変えようと思い身体を鍛えるために「猛士」の門を叩いたとしている。ヒビキ自身は師匠に付かずして独学で鬼の技を習得している希有な存在のため、その後も日々磨きをかけており物語序盤明日夢に対して「鍛えてますから」という台詞が多く見られる。そのことは彼にとって自信の源となっているが、師匠を持たなかったがゆえに自分がその立場になったときに明日夢との関係に悩むことになってゆく。
師匠に付かずに自分ひとりで鬼になったことに自信を持っていたため、鬼の師弟制度には関心を示さず、弟子を持つことには興味を持っていなかった。だが、次第にイブキとあきら、ザンキとトドロキの師弟関係に触れ、明日夢や京介に出会ったことで、何かを自分も伝えたいと思うようになり、終盤、あきらとイブキに懇願され、明日夢と京介を二人同時に弟子として受け入れるようになる。しかし自分の進む道について迷い、心を揺らす明日夢をあえて冷たく突き放し、京介を正式な鬼の弟子にするも、本心では明日夢のことも気にかけており、最終的には明日夢も鬼にならない弟子となった。

安達 明日夢（）
本作品のもう1人の主人公。1990年3月11日生まれ。14→15歳（4月以降）。ヒビキからは「少年」と長い間呼ばれていたが、ヨブコを倒した後や弟子入りをした後は名前で呼ばれるようになる。高校受験を前に屋久島へと親戚の法事に向かう途中で出会ったヒビキがツチグモと対決するところを目撃し、以来興味を抱くようになる。東柴又中学校卒業後、都立城南高等学校に進学。ひとみやあきらと同じクラス。中学時代のブラスバンド部ではパーカッションを担当していたが、高校では入部が遅くなったため、パーカッションが担当できずにホイッスルを任されていた。音楽を仕事にと将来は考えている。東京都葛飾区柴又に住む母子家庭で、悩みは表に出さず明るく振舞い、挫折してもいじけたりグレたりすること無く、努力を続ける根は素直な少年である。気持ちは優しいが、それゆえに傷つき易く悩みも多い。
「猛士」の秘密を知ってしまうが、ヒビキからは「弟子にする気は無い」と言われ、自分でも戦う勇気がなかったため、他になにか出来ることは無いか考えた末、人手不足の「たちばな」でブラスバンド部活動の無い日に限り接客のアルバイトをする。
しかし京介の登場で、自分も鬼になりたいと密かに思い始め、ついにヒビキの弟子入りに成功する。京介と共に競いあうようにヒビキの元で修行していたが、ひとみから誘われた児童を相手にしたパネルシアターのボランティアで出会った余命わずかな少女の出崎直美を見て思い悩む。ヒビキとの交流を通じ、魔化魍を倒すことだけが鬼としての生き方ではなく、ヒビキに頼って真似をするだけではよく生きることにはならないと学び、鬼の道を断念して、一年後にはたちばなでのアルバイトも辞め、医学部を志望し、病院でアルバイトをしながら医師を目指すこととなる。その後はヒビキや京介との交流も途絶えていたが、1年後に相次いで二人と再会を果たす。そして鬼の修行で得た勇気や医師を目指す上での知識が結果的に2人を救うことになった。最終的に京介と和解を果たし、ヒビキともこれからの人生における新たな師弟関係を築くこととなった。
- 当初は、第5話あたりでヒビキの弟子入りをする構想だったが、パイロット版（第1・2話）の完成フィルムも見た髙寺の判断により急遽、弟子入りを取り消された。

イブキ / 仮面ライダー威吹鬼
音撃戦士威吹鬼に変身する男。1986年3月15日生まれ。20歳。本名は和泉 伊織（）。奈良県出身。「猛士」関東支部所属。ヒビキ同様、猛士において戦闘を担当する鬼である。立花姉妹とは家ぐるみの親交がある幼なじみで、立花香須実に姉のように慕う一方で好意を寄せており、アプローチをかけるものの、なかなか実を結ばない。鬼たちの総本部がある吉野の里で代々猛士の中心となっていた家系の和泉家の跡取り息子の三男で、幼いころより鬼になる修行を積み、高校時代のころから鬼として活躍してきたが、それゆえにあきらとの境遇の違いに悩むこととなる。修行の意も含めて吉野を離れて関東支部所属となり、以降はヒビキの同僚として活動するようになる。それ以降は「たちばな」で働くこともある。
趣味はバイクで、魔化魍退治の際は「竜巻」と呼ばれる黒い専用バイクを含め、ビッグスクーターとプライベート用の白いマシンの3台のバイクを持っている。初対面の明日夢をヒビキの弟子と勘違いするなど、天然ボケな一面もある。大正時代のお坊ちゃんを彷彿とさせる粋な若者で、常にマイペースを崩さない性格であるが、苦悩するあきらに気づけず弱音を吐くなど、師匠としては未熟な部分があったものの、徐々にあきらを理解しようと師匠らしい一面も見せるようになった。
また、宗家出身の鬼であることから、掟を破ったシュキを退治する「鬼祓い」やオロチ現象を鎮める「清めの儀式」を務めなければならなかったため、後者に関しては犠牲となる覚悟を決めつつも、その目前で香須実にだけは弱さも見せていた。
和泉家は吉野において代々「猛士」の中核を担ってきた名門の家系で、イブキの父もかつては鬼を務めており、現在は吉野で猛士全体を統括する中心的な人物となっている。イブキ本人は三男で、鬼に変身出来る兄が2人いたらしいが、次兄は魔化魍との戦闘で戦死したという。

天美 あきら（）
イブキの弟子として共に行動する少女。15歳。イブキと同型の専用の鬼笛を所有しディスクアニマルの操作もこなし、ディスクアニマルが収集した音を聞き分ける超聴力を会得している。鬼としては「序の六段」という段位。秋田にある和泉宗家と双璧を成す猛士の名門である天美家の出身。両親も猛士のメンバーで鬼として活動していたが、7年前の7歳の時に魔化魍に両親を殺され、和泉家に保護された過去を持つ。そのため魔化魍に対しては憎しみの感情が強かった。その後、鬼として働くことを将来の目標に、2年前にイブキの弟子になる。イブキが関東に移転するとともに関東に移転し、彼と同じ代官山のマンションで生活する。
魔化魍退治の途中で明日夢と出逢い、後に進学先が同じ城南高等学校であることを知る。自他ともに厳しい性格で、同じ年齢の明日夢たちにも敬語で話す。オリエンテーリングの選手という表向きの理由で、烈風をイブキに届けるために学校を早退するなど、イブキのサポートに生活の全てを捧げているため、なかなか出席できない。そのため、明日夢からノートを借りる形で学業を補っている。クラスも明日夢と同じだがほとんど登校してこなかったこともあり、京介の転入後は彼女の席がいつの間にか京介の席になった。
その後イブキによってザンキの元へ預けられた時や、さらにザンキの元を去って破門者のシュキに弟子入りしてしまった時も、憎しみを糧に戦っても身を滅ぼすだけだと知り、自身の鬼としての在り方に苦悩する。終盤、明日夢と京介を弟子に取る中で、威吹鬼の危機に一度だけ鬼（あきら変身体）への変身を遂げたが、コダマの攻撃の一撃で気を失って変身を解除してしまう。最終的には鬼になる真の意味を悟り、鬼になることを断念し、それまでの鬼になろうとしていた想いを明日夢と京介に託す。鬼の道を諦めた後は今まで以上に性格が丸くなり再び学校に通うようになり、パネルシアターのボランティアを通して福祉関係の道を目指すことになった。
- 天美あきらという役は当初の構想には無く、オーディションに来た秋山を気に入ったスタッフが彼女のために設けた物だという。また、高寺が大石に確認したところ天美あきらのモチーフは『おジャ魔女どれみ』の瀬川おんぷであることが2023年10月に高寺のX（旧Twitter）アカウントにて明かされている。

トドロキ / 仮面ライダー轟鬼
音撃戦士轟鬼に変身する男。26歳。本名は戸田山 登己蔵（）。持田ひとみの従兄。ザンキの弟子として2年間師事してきたが、ザンキの引退と同時に正式に鬼に昇格し、斬鬼の名を受け継ぐことを拒んだため、ザンキが半ば思いつきで決めたコードネームのトドロキで呼ばれるようになった。元は警察官だった。大学卒業後にわずかではあるが働いていたものの数年前にある事件をきっかけに鬼と偶然出会ったことで魔化魍と鬼の存在を知り、人助けのために鬼になることを志願し、ザンキに弟子入りした。
正義感が強い真面目一直線の性格のために時折気合いが空回りしてしまい、その真面目さゆえに周囲にいじられることも多い。日菜佳に惚れられており、相愛の仲であるものの、恋愛は不器用なためなかなか進展せずにいる。誰に対しても「○○っす」と低姿勢で話し、年下だが鬼としては先輩であるイブキのことも「イブキさん」と呼び、敬語を使う。大食いで、好物は団子。子供が好き。
終盤で「オロチ」により大量発生した魔化魍と戦っている最中、オトロシによって重傷を負い再起不能と診断される。だがそれでも懸命にリハビリに励む自分に対し、度々見舞いに訪れ、励ますザンキの体が冷たく、既に死者であることに気がつき、さらに自分のために戦いに赴いたことを知り、そこへ向かうために気合いで奇跡の復活を遂げ、斬鬼の目の前で独り立ちした姿を見せ、その姿を見届けた斬鬼が消滅すると、再び彼が心配しないように涙を飲んで一礼した。

ザンキ / 仮面ライダー斬鬼
音撃戦士斬鬼に変身する男。8月24日生まれ。32歳。本名は財津原 蔵王丸（）。冷静沈着で寡黙だが、情に厚い面もある。かつて朱鬼とノツゴの戦いに巻き込まれ、右膝の古傷が悪化し、房総のバケガニ戦で傷ついて静養した後に、その後遺症と体力の衰えにより限界を感じて一度は引退し、トドロキのサポーターにまわるが、かつての師であるシュキとの再会後のノツゴ退治の際、ドクターストップがかかっていたにもかかわらず再び鬼に変身する。
「俺は数々の女性を鬼のように愛した」と言ったり、トドロキと日菜佳の仲を修復させようとした際にはトドロキを遠隔操作したりするなど、一風変わった一面もある。
終盤、一度戦死してしまうが、重傷を負ったトドロキが心残りだったため、死ぬ以前に施していた、死を覚悟した鬼が自分の体に施す禁じ手の呪術「返魂の術」によって蘇り、リハビリに挑むトドロキを励まし続けた。そして再び戦いに挑み復活したトドロキと共にカエングモを撃破。トドロキの復帰を見届けて、戦闘後に二人で場の清めとして音撃弦によるセッションを行った後、轟鬼に激励の言葉を残し変身鬼弦 音枷と音撃真弦 烈斬を残して消滅した。

立花 勢地郎（）
香須実と日菜佳の父。妻は病死している。普段は「たちばな」の経営に当たるかたわら、「猛士」の事務局長兼関東支部支部長として日菜佳同様に魔化魍に関するデータの収集・管理・鬼への情報提供で活躍。吉野への出張が多く、ほとんど店は娘たちに任せっきりである。ヒビキとザンキからは「おやっさん」と呼ばれ慕われている。東大卒で、明日夢の高校受験前、志望する城南高等学校で友人の風見が先生をやっていることや試験問題の傾向を紹介し明日夢を励ました。
常に物腰柔らかく笑顔を絶やさない。非常に足が速く、明日夢を脅した不良を、簡単に捻じ伏せ懲らしめるほどの強さを持っている。若いころはサポーターとして「猛士」の長であるイブキの父とコンビを組んで魔化魍と戦っていた。大学時代は趣味が山登りで、登山中に鬼と出会ったことで、「猛士」の一員となった。「猛士」の事務局長に就任して組織の近代化に務めた後、関東に移転して現在に至る。

立花 香須実（）
勢地郎の長女。「猛士」関東支部のメンバーの一人。23歳。明日夢と同様、東柴又中学校出身。中学のころから勢地郎を継いで鬼のサポーターとなることを決めており、中高ともに身体をオリエンテーリングで鍛えていた。はきはきとした性格で、思ったことをすぐに口に出す。「猛士」の人々とは幼少期から親しんでおり、イブキとは関西にいたころからの幼馴染で、オフの時はイブキと買い物などに行くことが多い。かつては猛士の吉野の関西支部付近で育ち、中学で勢地郎が関東支部に赴任するに伴って上京し、高校卒業後に「猛士」の一員となり、それ以降5年間ヒビキのパートナーとなる。
普段は実家の甘味処「たちばな」で働いている。前半においては、魔化魍が出現するとサポーターとしてヒビキと共に出動する機会が多かったが、後半に入ってヒビキが凱火を乗りこなすようになると、日菜佳と同様に勢地郎の助手という立場に回った。

立花 日菜佳（）
勢地郎の次女。香須実の妹で、姉と同じく「猛士」関東支部の一員。20歳の国立大に通う大学生。人見知りしない気さくな性格で、一見のんびりとしているように見えるものの、頭脳明晰な秀才で、大学では気象学、地学、民族学など、対魔化魍のための学問を専攻している。魔化魍の出現予測や鬼への連絡やシフト表作成などが主な仕事で、普段は姉と同じく「たちばな」で働いている。物語前半ではサポーターとして外へ出ることの多かった香須実とは対照的に、基本的には店番をしながら勢地郎の助手を務める。
トドロキに気があるらしく、彼絡みの話になると普段よりも会話のテンションが上がる。勢地郎を「父上」、香須実を「姉上」、あきらを「あきら君」と呼ぶなど、堅苦しい言葉づかいをする。関東近郊の鬼からお土産に耳かきをもらうなど耳かきコレクターでもある。

滝澤 みどり（）
「猛士」メンバーの一人で技術者であり、関東支部の開発実験試作室室長。31歳。普段「たちばな」の地下室で音撃武器やディスクアニマルシステムの開発に携わる。菓子が大好きで、食べながら仕事をすることも多い。また、よく人にぶつかる。学生時代はブラスバンド部の部長だったらしい。
ヒビキの中学時代の同級生で、ヒビキとは異なるルートで「猛士」の存在を知り、組織に加わる。吉野に属していたが、ヒビキが5年前に関東に移転したのと同時に関東に移転する。ヒビキがなぜ鬼になったのかを知る数少ない人物の一人である。

桐矢 京介（）
城南高等学校への転入生。15歳。明日夢たちと同じクラス。前の学校にて運動音痴であることをバカにされたために城南高校へと転入してきた。帰国子女で英語やフランス語を流暢に話すことが出来、また楽器や将棋など、勉学・芸術・音楽なども非凡な秀才だが、マザコン・運動音痴・暗所恐怖症という面もある。性格は一途な極度の負けず嫌いで自己中心的なエリート意識の強いところがあり、自分の実力を過大評価し他人を見下した言動をとることがある。また自分のプライドを優先するあまり苦手なことからは逃げる癖がある。遠慮せず思ったことをそのまま口に出してしまうため、時に嫌味になってしまう。高級マンションに一人で住み、パリに単身赴任中の過保護な母親とテレビ電話で連絡を取っている。殉職している消防士の父親を尊敬しており、ヒビキの勇敢さに父を重ね、ヒビキに弟子入りして鬼になろうとする。明日夢を「つまらない」と言い放った時期もあったが、明日夢と共に成長していくライバル関係になる。
弟子入りのためにイブキやトドロキだけでなく、あきらにまでなりふり構わず懇願することもあったが、終盤ついにヒビキの弟子になる。しかし運動音痴な上に、怠け癖もあり、その上明日夢との優秀さの違いにこだわり、ヒビキから「過去は忘れろ」と一蹴され、一度は弟子をやめてしまうが、紆余曲折を経て再び弟子となった。明日夢が鬼の修行ではなくパネルシアターに参加することを選んだ時に本気で激怒し、対立が生じ口論の末明日夢とは喧嘩別れとなり、最終的に正式な弟子としてヒビキに師事することとなった。修行を始めて1年後に明日夢と再会するが、彼の選んだ道を認めることが出来ずにいたためにぎこちない空気が漂っていた。洋館の男女に誘拐されたひとみを救出するために明日夢と共に行動するが、魔化魍の攻撃で傷を負ってしまうも明日夢の手当てにより助けられ、遂にはわずか1年の修行で鬼（京介変身体）への変身を果たした。この一件を通して明日夢を認めると同時に和解した。

持田 ひとみ（）
おっとりした性格で、明日夢とは小学校からの同級生で、友達以上恋人未満の関係。14→15歳（4月以降）。あだ名は「モッチー」。中学時代は演劇部に属しており、中学2年の学園祭で明日夢と知り合う。彼と同様に東柴又中学校卒業後、城南高等学校に進学。クラスは明日夢たちと同じ。トドロキの従妹だが鬼や魔化魍のことはもちろん、猛士の実態についても最後まで何も気づかなかった。
明日夢との間に自身の知らない秘密を持っているあきらに対し、最初は戸惑いを感じていた。高校時代はチアリーディング部に所属していたが、明日夢がヒビキの弟子になったころから、パネルシアターのボランティア活動も行うようになった。
最終之巻にて、サトリに誘拐され、洋館の男女によって新たな童子と姫の実験材料にされそうになるが、明日夢と京介に救出される。

安達 郁子（）
明日夢の母。屋久島出身。大学か就職かのどちらかで上京し、夫の片岡と結婚し、明日夢を儲けるも、明日夢が幼いころに離婚し、東京無線のタクシードライバーとして働いている。かなりのおしゃべりで、やや面食いなところがある反面、家庭的で料理もうまい。使用車輌は日産・セドリック営業車。明日夢に対しては良くも悪くもかなり放任主義で、常に明るく細かいことでは落ち込まない非常に大らかな性格であるが、敏感な時期の明日夢を暖かく見守るなど母親らしい一面も見せる。

## 猛士
猛士（）は魔化魍から人々を人知れず守り続けている民間組織。魔化魍と対決する鬼と彼らをサポートする数千人の人々、全国の気象観測や山河の調査に協力する数千人の民間の人々によって構成されている。歴史上数多くの鬼が登場した平安時代から組織の原型が活動しており、戦国時代から大きな戦乱に鬼を戦に駆り出されるようになったため、その都度組織を変容させ、戦後昭和21年に再編成され、現在の組織名となった。組織全体を、北海道、東北、北陸、関東、東海、関西、四国、中国、九州にそれぞれのブロックに分け、それぞれの支部に鬼たちが所属し、支部の計画に従って魔化魍の調査と退治を行う。また、「鬼の里」と呼ばれる総本山は奈良県吉野郡の関西支部付近の山中にあり、表向きには旅館を経営している。猛士全体の事務局となる関東支部は東京都葛飾区柴又にある甘味処「たちばな」を本部としている。魔化魍の出現を予測するため、全国の山河を常時調査しているが、世間一般には誤解や悪用を避けるため秘匿とされていることから、頻繁に山河の調査を行っても世間的に怪しまれないように、1980年代からは勢地郎の発案で、表向きにはオリエンテーリングのNPO団体であるTAKESHIとして団体を登録し、活動することとなり、ヒビキたちはTAKESHIの一員として対外的に名刺を持っている。それに付随してアウトドア用品の製造販売をしており、鬼たちの使っているキャンプ用品はそれら支給品である。

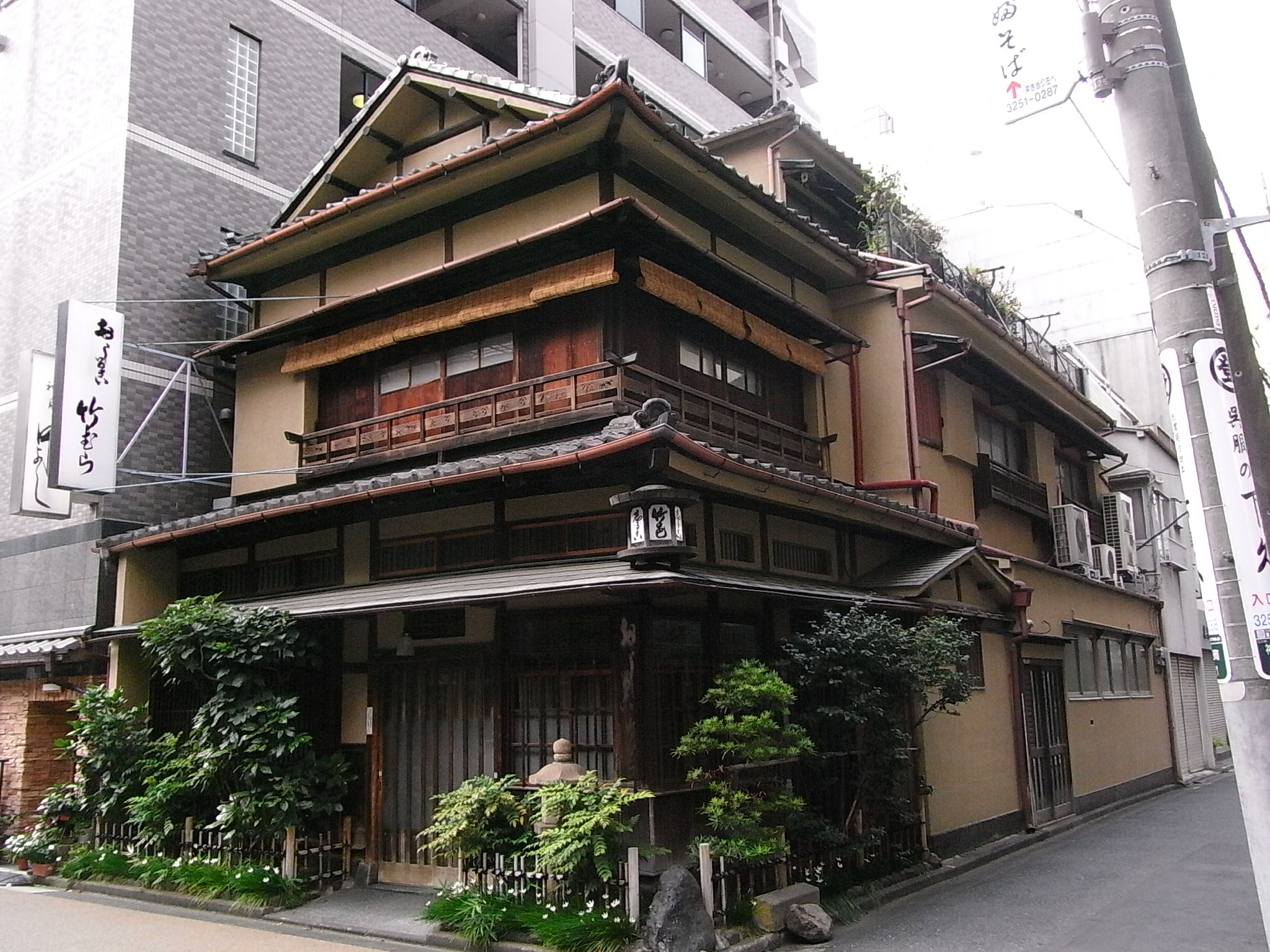
猛士関東支部が置かれる甘味処「たちばな」として撮影に使用された甘味処「竹むら」（東京都選定歴史的建造物）

通常、鬼は変身のたびに非常に消耗する体力を一定期間休暇を取って回復させるためにシフトでローテーションを組んで活動しており、ひと月のうちに3週間が任務、残りが休暇が基本である。だが、近年では魔化魍の出現予測地域が予測不可能であることから、ローテーションが狂い、鬼たちは身体を満足に休められなくなっている。猛士には全国で119人の鬼が所属しており、協力する人はおよそ1,000人ほどおり、この他に全国の気象観測や山河の調査に協力する民間人が約数千人いる。また「特別遊撃班」の鬼は、通常のローテーションから外れ、シフト表上の当番の鬼と連携して退治に当たる。関東支部の場合、響鬼・威吹鬼・轟鬼・斬鬼・鋭鬼・裁鬼・勝鬼・弾鬼・剛鬼・闘鬼・蛮鬼・吹雪鬼の名が確認されている。鬼の多くは弟子を持ち、継承・就職させる方法で今日まで伝承している。ただし、鬼のなり手は減少傾向にあり、現役を引退した高齢の元鬼たちは、吉野総本山で後進の育成に努めている。
過去に出現した魔化魍の出現場所や特長、攻略方法などに関する資料の一部がデータ化されたデータベースをまとめた猛士データバンク（TDB）が存在し、魔化魍に関するデータを瞬時にパソコンで検索することが可能で、鬼たちはこのデータと自身の経験をまとめたメモを元にして戦闘のシミュレーションをしている。その長年のデータ蓄積によって、魔化魍の誕生が自然現象や温度、気温や天候などによって左右されることを突き止め、集めた全国の気象データなどを分析して魔化魍の出現予定場所をおおよそ予測する魔化魍予測システムと呼ばれるソフトがあり、気象データをコンピュータに入力すると魔化魍の出現予測場所を自動的にはじき出し、各地に鬼が派遣される。ただし、近年ではデータにない魔化魍や予測ができない魔化魍が出現し、再度古文書の確認を余儀なくされている。ソフトが完成するまでは予測作業を行うベテランの予報士が存在していた。
劇中では語られていないが、猛士のメンバーには、創立当時からのシャレで将棋の駒に見立てた役割が存在している。
王
各支部の指揮官。関東支部では、勢地郎がこれに当たる。年に数回、吉野の総本山に招集がかかる。なお勢地郎のように、猛士全体の事務局長を兼任する者もいる。

金
支部クラスで数人存在し、魔化魍のデータ管理、魔化魍予想、鬼たちのシフト管理など、主に王の下でのデスクワークが中心になり、猛士の仕事を生活の主部分に使う役職。関東支部では日菜佳が担当。

銀
みどりのように、音撃武器、ディスクアニマルの開発、修理を担当する役職。他にも、ザンキを診察していた神田整骨院の医師のように、鬼の健康診断を受け持つ者も、この役職であり、各支部単位で数人存在する。金同様、猛士の仕事を生活の主部分に使う。吉野には開発チームが固まっている。

角
鬼となって実際に魔化魍と戦う音撃戦士のこと。関東支部には11人の鬼が所属している。

飛車
鬼の移動を手伝ったり、キャンプを張ったりと、現地での補助を行う現場付のサポーター。関東支部では香須実がこれにあたる。かつては、馬や車を意味する桂馬や香車と呼ばれていたが、近年改名された。

歩
全国各地に多数点在し、各地の地図製作のためのデータ収集や気象調査をして鬼たちに情報や資料を提供する人々。全国各地に多数点在しており、生活の傍ら、鬼のトレーニングのために、宿泊場所を提供することもある。魔化魍退治の現場には関わらない。山川を歩いて仕事をするため、この名前で呼ばれるようになった。

と（と金）
鬼の弟子となった次代の鬼とされる候補生の者たち。少年少女や、車の運転でサポートをする者など、その仕事や形態は多種多様にわたる。歩が昇格したことから生徒の「徒」の意も含まれている。師匠から独立すると、鬼名（コードネーム）を与えられ、「角」に昇格する。

## 魔化魍
魔化魍（）は人の世界に被害をもたらす自然界の力によって生み出された悪しき存在。古来から伝わる日本の妖怪や魔物をモデルとしており、その名称を持つ。いくつもの種族に分かれているが、同じ種族であっても出現した場所の環境によって色や形に多少の差異がある。特定の個体を指す場合は「屋久島のツチグモ」といった具合に、出現した地名を頭につける。一部の例外を除き、大半が2種類以上の生物の特性を持つ、いわゆるキマイラ的な外見をしている。例としてはヤマビコは猿と鸚鵡、イッタンモメンはエイと燕、オトロシはサイと亀、ヌリカベは蛤と蛞蝓、ノツゴはクワガタムシと蠍といった具合である。
主な特徴としては童子と姫によって創られ、餌となる人間を捕獲し与えられる幼生期を過ごし、成体期では全高約3メートルから12メートルの巨大な体躯に成長。成体期となった魔化魍は清めの音が弱点で、体内に注入されると邪を解かれて爆散して樹木や石、木などの自然に帰依する。また、活動が活発になる夏に出現する個体の一部は人間の大人くらいの大きさである代わりに数多く分裂・増殖する特性を持ち、管と弦では増えてしまうため太鼓の音撃で倒すのが基本だが、音撃鼓を用いなくとも倒せるようになっている。洋館の男女が改造した個体は大きさは様々だが、人工的な物と融合して通常の魔化魍にない特殊な能力を持つものもいる。これらは全てスーパー童子とスーパー姫によって育てられている。
その多くは人里離れた場所に出現しているが、近年は都市部や人里に出現することが多々あり、出現の予測が出来なくなっているほか、新種も出現している。また、あまり劇中で触れられることは少ないが、稀に童子と姫を伴わない自然発生型の魔化魍も存在し、それらは育て役を伴わずに単独で出現する。劇中では「秩父のカッパ」がそれに該当する。一部の魔化魍は人工的に作り出すことが難しいらしく、そういったものは天然の魔化魍として自然発生することが多い。劇中では「下久保のテング」が人間が変化したものとして登場している。
陰陽的な暦の関係で年に一度出現しない日があるため、鬼たちは吉野総本山に集結して宴（会議）を開く。
『仮面ライダーディケイド』の「響鬼の世界」では、鬼であった者が、己を鍛え続けて相手を倒すという気持ちが強くなりすぎると鬼に心を奪われてしまい、魔化魍に変貌するという設定に変更している。
『小説 仮面ライダー響鬼』においては出自の源流に言及されており、元々は悪気にあてられた土塊が、自然界の未知なる力で妖怪に変じた存在であると語られ、元来は自然発生して誕生する類の存在であったことが示唆されている。

### オロチ現象
終盤に発生した大量の魔化魍が無秩序に出現し、すべてのものが破壊され、すべての人間が食い尽くされる現象。
担当の異なる魔化魍が同じ場所に同時に現れたり、さらには夏の魔化魍、改造された魔化魍までもが現れるようになる。
これを鎮めるためには、ある山奥の平野にある、鬼文字が書かれた石でできた太鼓のような形の遺跡に、太鼓の技を使う鬼が大地自体に直接清めの音を送り込み、大地そのものを清める「清めの儀式」を行わないといけない。しかし、それを阻止しようと大量の魔化魍が現れるので、この作業は命懸けとなる。四十七之巻にて響鬼によって無事鎮められた。

### 本編に登場した魔化魍
屋久島のツチグモ
二之巻に登場。
気温15℃、湿度70パーセントの環境で成長する大蜘蛛の巨大魔化魍。体はクモだが顔や全身の縞模様はトラのようであり、また鳴き声もトラの咆哮に似る。餌を捕食する際は、その目が赤く輝く。
主食は人間の肉だが、特に人間の子供や女性の柔らかい肉を好み、口から吐く粘着性の白い糸でハンティングフィールドを作って、餌を捕らえる。しかし実際にフィールド内の人間を襲うのは童子と姫の仕事だったらしく、安達明日夢の従姉妹である千寿が狙われた際も、まず童子と姫が現れて状況を確認してからツチグモを呼び寄せていた。ただツチグモの知能は高くないようで、これまでお膳立てしてくれていた妖姫を、最終的に空腹のあまり糸を伸ばして捕らえ小屋の中に引きずり込んで食べてしまった。
当初は原生林の山奥に佇む山小屋を背負っており、脚をその中に収納することで普通の建物に擬態していた。劇中では千寿を捕食しようとした際にヒビキの妨害を受け、逃走する。その後は明日夢に狙いを定めるが、ヒビキが響鬼へと変身して再び現れたため戦闘になる。逃げたふりをする響鬼の誘導に引っかかって崖下の湖に転落し、擬態用の山小屋が落下の衝撃で破壊されて全容が露わになる。最期はその背に音撃鼓を取り付けられ、響鬼の音撃打 火炎連打の型で倒された。
平安時代は奈良の葛城山に棲んでいた。魔化魍は古来より同じ種類のものが現れては退治されてきたが、それぞれに出現する場所が決まっており、本来ならばツチグモが屋久島ほど南の地域に姿を見せることはないはずである。記録上異例ともいえる「屋久島のツチグモ」の存在は、やがて起こる魔化魍の大量出現の予兆となるものだった。
- モチーフは蜘蛛と虎であり、黄色と黒の縞模様の繋がりが意識されている。
- 50センチメートルほどのプロップと、それを基にモデリングされた3DCGを併用して撮影されたほか、小屋のミニチュアも制作された。
- デザインは青木哲也が担当した。角度の異なる三種類のデザイン画が存在する。

奥多摩のヤマビコ
三之巻・四之巻に登場。
平均気温2.0℃前後、平均湿度約59パーセントの環境で成長する巨大魔化魍。当初は手のひらサイズだったが、成長すると身体が人間の4倍ほどの大きさになる。
人間の声を好み、ヤッホーと山に向かって叫ぶ人間の声を真似て、ヤッホーと木霊を返すことで、餌にする人間を定め、童子と姫によってその人間の琥珀のクルミ状の物体に変化された声の詰まった喉の部分を食べるため、襲われた人間は命を落とす。また、怒ると「ウォォォォ」とゴリラのような鳴き声を発し、その特殊な毒気で浴びた木々や動物を腐らせる。
また、耳も良く音に敏感で、耳を常にぴくぴくとさせて周囲の音を探る。
童子と姫によって成長し、里に下りようと移動していたところに響鬼と戦闘となり、火炎連打によって倒される。
小菅にも出現するが、乱れ童子によって倒される。
- デザインは青木哲也が担当した。こちらはCGではなく造形となっている。山彦＝オウム返しということから、鳥の要素が決定稿にも残っており、山男や原人のような感じとなり、最終的にはウルトラシリーズのウーのような感じに落ち着いたという。

房総のバケガニ
五之巻・六之巻に登場。
平均気温6.6℃前後、平均湿度約52パーセントの環境で成長する巨大魔化魍。海で育つ個体と、川で育つ個体が存在する。2005年に最も多く出現した魔化魍で、その育成環境の幅広さから、日本各地で出現する基本的な魔化魍と認識されている。
口や背中の突起から毒気を秘めた強力な溶解泡を噴出し、人間の肉を溶解してそのたくましい骨を食べる。巨大なハサミを持つため、死角がないが、動きが鈍重なのが唯一の弱点。動くと「ンキィ、ンキィ」という関節がきしむ音を出す。
斬鬼と戦って重傷を負わせた後、響鬼に対しても溶解泡を浴びせて肉体にダメージを与えて撤退させた。その後の再戦では、懐に潜り込まれて火炎連打によって倒される。
日光、鎌倉、箱根、三浦半島、大洗にも出現した。日光に現れた個体は斬鬼の雷電激震で倒され、そのほかの個体は轟鬼の雷電激震によって倒された。また、葛野にも出現したほか、オロチ現象によって三浦や佐野に別個体が出現した。オロチ現象によって同じ生育環境においても体色の異なる個体が出現した。三浦に出現した5体は装甲響鬼の鬼神覚声、威吹鬼の疾風一閃、斬鬼の雷電斬震によって倒された。佐野の個体は轟鬼の雷電激震によって倒された。
- デザインは青木哲也が担当した。泡を口から吹くとしても、そのままそれをやるとスーパー戦隊シリーズの怪人と同じものに見えることから、そのまま普通のカニにしており、口元のアップは本物のカニを使っている。ただし、何から何まで本物のカニにするわけにはいかないため、巨大生物ではなく妖怪であることから、顔のようなデザインを甲羅部分に入れている。仮面ライダーに乗られたとき、どうやって戦うのかという考えから、背中にフジツボを入れ、そこから泡を出すことで、太鼓でいきなり叩かれても負けないようにしている。色の異なるバケガニはカラー検討案の中から選ばれている。

奥久慈のイッタンモメン
八之巻に登場。
平均水温11.0℃前後の環境で奥久慈の桧枝湖の水中で成長する巨大魔化魍。鳥のような羽とエイのような頭部を持ち、幼体の状態では水面からはなれられないが、完全に成長するとマッハ3での飛行が可能となる。
人間の体液が好物で、鞭のような尻尾で捕らえた人間を強く締め上げ、搾り取った体液を餌とする。
上空に急上昇し、猛スピードで急降下し、敵に強烈な風圧を浴びせ、敵が怯んでいる間に尻尾で攻撃する。加速時には、翼を可変させて空気抵抗を減らす。
成長途中の状態で威吹鬼と戦い、怪童子を助けた後に姿を消し、その翌日に成体となる。その後、威吹鬼の疾風一閃によって倒される。
高萩も出現したほか、オロチ現象によって日高や館林、清めの地にも茶褐色の別個体が出現した。館林に出現した個体は威吹鬼の疾風一閃によって倒された。
- デザインは青木哲也が担当した。一反もめんはヒラヒラした布の妖怪だが、布以外のものでヒラヒラを表現するため、下から見た際に白い布に見えるものとして、髙寺のアイデアで空飛ぶエイの妖怪となり、手や尻尾は鳥のようになっており、ツバメやシャチの要素を入れている。

藤岡のオオアリ
九之巻に登場。
平均気温8℃前後、平均湿度約69パーセントの環境で藤岡市付近の洞窟にて成長する巨大なアリの魔化魍。
ほとんど地上には出ず、落とし穴を巣の周辺に作り、落ちてきた人間を餌にする。複眼のほかに赤外線や紫外線を捕捉する単眼を持ち、暗闇の活動に適応している。口から吐く蟻酸や体から出す粘着性のある液体、鋭い大顎が武器。
童子と姫によって成長するが、そこに現れた響鬼の一気火勢の型によって倒される。
オロチ現象によって鳩山や本栖湖に別個体が出現した。これらの個体は本来のものとは異なり、日中の明るい場所に出現した。鳩山には2体同時に出現したが、装甲響鬼の鬼神覚声によって一度に倒され、本栖湖に出現した黒い体色の個体は威吹鬼の音撃打と、轟鬼の雷電激震によって倒された。
- デザインは青木哲也が担当した。ツチグモのモデリングが一部流用されており、クモとアリが合体したものとなった。

秩父のオトロシ
十之巻に登場。
平均気温7℃前後、平均湿度約65パーセントの環境で成長する、100年に1度現れ、一部の地域では神の使いとも呼ばれている稀な超大型魔化魍。角が生えたサイのような頭部だが、胴体は目があるカメのような甲羅を背負っている。
手足を甲羅に引き込み、黒煙を噴き上げながら最大時速660キロの速度で飛行する。成体のその重量級の体躯は魔化魍の中でも最重量級といえるほどで、「ノォォォォォン！」という鳴き声を上げながら、頭部の堅固な角を活かした突進攻撃や重量を活かした体当たりを得意とする。その巨体で歩いただけでも巨大な足で鬼をも、ただでは済まされないほど踏みつぶす。また、背中に備えた堅固な甲羅はあらゆる攻撃を跳ね返すため、防御面に関しても万全である。
幼体時は巨大な岩石のような姿に擬態しており、移動の際はボールのように跳ねており、山道に落石のように落下するため、落石事故現場のような通過した跡となり、押し潰した自動車の中で潰れた人間を食べていた。
秩父に出現した個体は童子と姫によって山中で幼体から成長させられ、成体となって飛行するが、威吹鬼に弱点である甲羅側面の柔らかな赤い目に鬼石を撃ち込まれて音撃射 疾風一閃を受けたことで、甲羅が体内から破壊されて墜落、その露出した部分に響鬼の音撃連打 豪火連舞の型を受けて倒された。
大月には童子と姫のみが出現したほか、オロチ現象の際にも東秩父や清めの地に別個体が頻出した。東秩父に出現した個体はカッパと交戦していた轟鬼を右前足で踏みつぶし、彼を再起不能にするが、威吹鬼の音撃射 疾風一閃で倒された。
- デザインは青木哲也が担当した。当初はCGではなく造形物で表現する案もあった。

下野のヌリカベ
十一之巻・十二之巻に登場。
平均気温9.8℃前後、平均湿度約67パーセントの環境で成長する巨大魔化魍。カタツムリに似た頭とミノムシのような体をもつ。
幼体時はハマグリのような貝殻を閉じた状態で保護色のように周囲の木に同化させて、巨木のような姿に擬態し、貝のベロのように木の根のような足を使って、森の中を移動する。だが、幼体時には足の部分が弱く、突かれると足をすぐに引っ込めて撤退する。
人間などの動物が餌で、催眠性の花粉を体から噴霧して獲物を誘導し、開いた体内に取り込んで巨大な粉砕ローラーのように体内を使って粉々にした人間を吸収して捕食する。
童子と姫によって成長し、人里に向かって移動したところを響鬼の妨害に遭い、響鬼の猛火怒涛の型によって倒される。
オロチ現象によって謎の洋館付近に出現し、洋館の男が呪術によって封印を試みるがまったく効かず、洋館の男女が同時に手から放った波動によって倒された。
- デザインは髙寺が担当しており、それをデザイナーの青木が清書したものとなっている。樹木と貝を合体させたものではあるが、試行錯誤している前段階の絵がなく、完成形がいきなり出来上がっていたという。

鎌西湖のウブメ
十三之巻に登場。
平均気温15℃前後、平均湿度約65パーセントの環境で水中で成長する巨大魔化魍。鳥の翼が生えたような魚の姿をしている。
普段は幼体の状態で水中に潜んでいるが、成長するとマッハ1.5で飛行し、体液を上空から垂らし、長い尻尾で体液に触れた子供を捕らえ、巨大な口で丸飲みにする。
幼体の状態で童子と姫によって毛呂山地方の沼で育てられていたが、ウブメの童子が変異した乱れ童子によって食われてしまう。
浅間山に出現した成体は、ヤマアラシと合体してナナシとなった。また、オロチ現象によって東秩父や日高、清めの地に色の異なる別個体が出現した。これらの個体は本来のものとは異なり、地中からも出現した。東秩父の個体は威吹鬼の疾風一閃によって倒された。
- デザインは青木哲也が担当した。当初は「姑獲鳥」ということから鳥を基にしたものが考えられていたが、髙寺のアイデアで深海魚を基にしたものとなった。

足尾のヤマアラシ
十五之巻・十六之巻に登場。
黒クグツ（男）によって生み出された平均気温15℃前後、平均湿度約65パーセントの環境で成長する巨大魔化魍。水牛とヤマアラシを合わせたような姿をしている。
両手は退化しているが、尻尾が代わりに発達しており、それでバランスを取って二足歩行している。
両肩には飛ばすことが可能な数万本の針が生えているが、一度針を使い果たすと再生するまでに時間がかかるのが弱点ともいえる。好戦的で獰猛な魔化魍で、動物や人間の体を針で貫いてから食料にする。
柄間村付近まで成長しながら移動し、そこに現れた裁鬼を一蹴して尻尾に巻き付けて次のエサを求めていたが、戸田山変身体によって尻尾を切り落とされて山中に撤退する。その後、傷を山中の湖で癒していたが、戸田山変身体の雷電激震によって倒される。
浅間山に出現した個体は、ウブメと合体してナナシとなる。
- デザインは青木哲也が担当した。妖怪の山荒を基にしているが、動物のヤマアラシの要素を入れつつ、水牛のイメージも掛け合わせている。

東雲のオオナマズ
十七之巻・十八之巻に登場。
平均水温15℃の地底湖や地下水路で成長する巨大魔化魍。巨大なナマズの姿をしており、東京都心の地下水路に出現した。多くの人間が住む里の地下に出現して、完全に成長した後に、地下で震動波を放射して地殻変動を誘発して局地的な地震を巻き起こすほか、地面に潜ませた胃袋の消化液で地面の下を溶かして作った落とし穴に落ちた大量の人間を食べる。
また、移動能力が乏しいことから、本体の頭上にある長い消化管の先に繋がった人間大の胃袋を自由自在に動かし、地上や地中にまで伸ばして、人間を直接襲わせる。この胃袋から放つ消化液はディスクアニマルや鬼の装備を溶かすほど強力で、威吹鬼にもケガを負わせた。
童子と姫によって成長し、餌を捕食中に威吹鬼の妨害に遭った後は、地上に胃袋を放ち、東雲の地下水路に撤退する。だが、胃袋が烈風の射撃モードの攻撃を受けて本体に戻った後、威吹鬼の疾風一閃によって倒される。
オロチ現象によって東秩父にも別個体の胃袋のみが出現したが、轟鬼の雷電激震によって倒された。
- デザインは青木哲也が担当した。チョウチンアンコウとナマズを合わせたものとなっている。胃袋は当初はミミズやケラ、モグラなどがモチーフに検討されていた。

大洗のアミキリ
二十之巻に登場。
平均気温17℃前後、平均湿度約65パーセントの環境で成長する巨大魔化魍。エビのような尻尾とカニのようなハサミを持ち、虫のような羽根を背中から生やしている。発生条件は不明であったが、バケガニの変異体であったことが大洗の個体で判明する。
2本の巨大なハサミが武器で、高い飛行能力を発揮する。
響鬼の烈火剣によってダメージを与えられた後、轟鬼の雷電激震によって倒される。
オロチ現象によって三浦に白と赤のまだら模様の別個体が出現した。清めの儀式の実践訓練として威吹鬼が火炎鼓と烈火によって倒そうとするが危機に陥り、響鬼が威吹鬼から預かった鳴風と烈風による疾風一閃で倒された。
- デザインは青木哲也が担当した。バケガニにエビやザリガニなどを掛け合わせたものとなっている。髙寺の指示で口や触覚にカミキリムシのニュアンスを入れている。

浅間山のナナシ
二十二之巻に登場。
平均気温15℃前後、平均湿度65パーセントほどに環境にて成長し、黒クグツ（男）による新たな実験によって生み出された新種の合体魔化魍。浅間山に出現したヤマアラシとウブメが同士討ちによって体液を互いに浴びて絶命した後、その亡骸が黒い繭となって、中から誕生した。ウブメの顔と翼と尾に、ヤマアラシの胴体を持つ。猛士に記録がなかったことから、この名がつけられた。
ヤマアラシとウブメ双方の特徴を持ち、身体の針を射出して攻撃するほか、腕の翼を使ってマッハ3で飛行することが可能。
幾重にも共鳴させた清めの音でないと倒せず、響鬼、威吹鬼、轟鬼が三方向から同時に清めの音を浴びせて共鳴した三鬼合奏音撃によって倒される。
- デザインは青木哲也が担当した。ヤマアラシとウブメを合体させているが、四つ足怪獣のような膝立ちスタイルになってしまうことから、下半身を長い毛で隠している。

旭村のドロタボウ
二十三之巻・二十四之巻に登場。
平均気温24℃前後、平均湿度約53パーセントの環境で成長する夏の魔化魍。旭村の田んぼの中から出現した。
親の背中のタニシの殻のようなコブから子が次々と生まれて大群で襲う。身体能力は鬼と同等で、烈火弾の直撃を受けても平然とするほど、強靭な肉体を誇り、音撃打以外の攻撃ではそれを利用して分裂する能力を持つ。
猛毒の泥で人間を溶かし、体内に人間の成分が溶け出した泥を吸収する。子は成長すると人間を自ら襲って田に引きずり込み、餌とする。
童子と姫によって成長し、響鬼と轟鬼と戦闘になり、轟鬼の攻撃によって子を生み出した後、田んぼで親が多数の子を生み出していたが、親が響鬼紅の灼熱真紅の型によって倒されたことで、子共々全滅した。
- デザインは青木哲也が担当した。田んぼにいる生物を組み合わせていく中で、稲がカエルの頭から生えているものになったが、稲のみが残ったものとなった。

秩父のカッパ
二十五之巻に登場。
平均気温26℃前後、平均湿度約55パーセントの環境で沼や池で成長する夏の魔化魍。夏になると日本中で出現し、夏の魔化魍では出現率が最も高く、目撃例も多い。生育環境によって体色だけではなく、皿のような器官が頭に発生するものや、主食が植物になるものなど、さまざまなバリエーションを持つ。約32ノットのスピードで水中を泳ぐほか、ジャンプ力にも優れ、敵を素早い動きで翻弄する。
ある程度成長すると、体毛を蓄えた容姿となり、親の身体から首の部分を分離して分裂を行い、ねずみ算的に個体数が爆発的に増殖する。口から吐くゼリー状の粘液は、空気と反応することで岩のように凝固し、凝固反応の際にヘリウムガスに似た成分のガスが発生する。
人間などの動物の内臓を好み、溺れさせた人間の肛門から内臓を吸い取る。
童子と姫が裁鬼によって倒された後に、裁鬼を撃退し、2体に分裂して響鬼紅と戦闘になるが、響鬼紅の灼熱真紅の型によって倒される。
オロチ現象によって東秩父、さいたま、清めの地に別個体が出現した。オロチ現象によって季節を問わずに各地に水辺周辺でなくとも出現するようになった。東秩父に現れた2体のうちの1体は、威吹鬼の疾風一閃によって倒され、もう1体は轟鬼と共にオトロシに踏みつぶされた。館林とさいたまに出現した個体はいずれも装甲響鬼の鬼神覚声によって倒された。
- デザインは青木哲也が担当した。皆が思い描くカッパに近い感じとなり、スッポンのようなイメージとなっている。

猿橋のバケネコ
二十六之巻・二十七之巻に登場。
平均気温25℃前後、平均湿度80パーセントほどの環境で成長する、親の個体に生えた子供の幼体である9つの尻尾が一定の長さに成長することで分裂し、子として成長して増殖する夏の魔化魍。
太陽の光を嫌うため、家屋の軒下や屋根裏などの薄暗いところを住みかとして成長する。洞窟や屋内などの暗がりに昼間は潜んでいるが、夜間になると活動を開始する。好物は人間の生き血や脂で、獲物を素早い動きで捕獲する。親と子では臀部の尻尾の本数や体毛の色が異なる。
白クグツによって朽ち果てた寺を住処として親が作り出されると2人の女性の生き血を吸って11匹の子を産み落とし、退治に出向いた鬼たちも偵察用のディスクアニマルを破壊することで動きを攪乱させる。だが、住処を特定した響鬼紅と轟鬼によって親子や童子と姫ともども倒された。
オロチ現象の際にも季節を問わずに子が鳩山、さいたま、館林、長瀞、狭山、清めの地などに出現した。なかでも館林に出現した個体は、斬鬼を複数体で襲い、死に至らしめた。
- デザインは青木哲也が担当した。

下久保のテング
二十八之巻に登場。
平均気温26℃前後、平均湿度約70パーセントの環境で成長する夏の魔化魍。猿に似た鳴き声を発するほか、人語を喋る個体が存在する。嘴を持つタイプのものや、長い鼻を持つものも確認されている。
増殖はしないが、高い怪力と知性を持ち、自然発生の頻度が高いことから、出現数が多く、天然のものの目撃例は数多い。その反面、人工的に生み出すことは困難なため、クグツによって作られたものは非常に出現率が少ない。
背中の翼で飛行するほか、サメの牙の鋭い爪を武器とする。
威吹鬼と響鬼紅との戦いでは、手で烈火をつかみ取って驚異的な握力でヒビを入れる。だが、響鬼紅の灼熱真紅の型と威吹鬼の疾風一閃の同時攻撃によって倒される。
オロチ現象によって季節を問わずに三浦、さいたま、佐野に別個体が出現した。三浦に出現した個体は装甲響鬼の鬼神覚声と威吹鬼の疾風一閃、佐野に出現した個体は轟鬼の雷電激震によって倒された。
- スーツはヤマビコの改造で、デザイン画は描かれているが決定稿には至っておらず、造形判断で作られたものである。

榧ノ木のヨロイツチグモ
二十八之巻・二十九之巻に登場。
平均気温27℃、平均湿度70パーセントの環境で成長するツチグモの強化体で、奥多摩の榧ノ木山近辺に出現した。
かねてより魔化魍を強化する不思議な塊を作成してきた洋館の男は、童子と姫に塊を与えたヌリカベやウブメのときと異なり、3度目となる今回は塊をクグツ用に改良した。ただ、洋館の男は当初黒クグツ（男）に塊を与えるつもりだったのだが、洋館の女の希望によりその役割は黒クグツ（女）に代わった。ヨロイツチグモはヨロイ強化用の不思議な塊を与えられた黒クグツ（女）の血と、クモをもとにして生み出されたのである。クグツを経由するこの手法は、童子や姫の能力を安定させるだけでなく同時に強化された巨大魔化魍をも生成できる利点があったが、その後にクグツがすべて始末されたため、ヨロイツチグモに続く用例は現れなかった。
劇中には当初幼体の状態で登場。半透明の全身でまだ装甲が発達しておらず皮膚も柔らかいため自分からは動かず、童子と姫が捕らえてきた餌を地中に潜んで喰らっていたが、柔らかい肉を好む通常のツチグモと異なり、成人男性の肉も平気で食べていた。
その後、威吹鬼と轟鬼に追い詰められた武者童子と鎧姫を救うため、成体となって地中から現れる。ツチグモ同様に口から糸を吐けるが、性格が凶暴なために牙での噛みつきのような直接攻撃を得意とした。また、体色は黒と赤となっている。
鎧姫は倒されたものの、残る武者童子を連れて地中に姿を消し、近隣の里を目指す。しかし再び威吹鬼と轟鬼に妨げられ、駆けつけた鋭鬼を加えた3人の鬼の同時音撃を受ける。ヨロイツチグモの全身の皮膚はその攻撃に耐えるほど鎧のように硬化して強靭だったが、形勢不利とみて逃走を図る。そこへ現れた響鬼紅の鬼棒術 烈火剣で脚を切断され、最期は音撃打 爆裂真紅の型で倒された。
- 幼体と成体にそれぞれデザイン画が存在する。当初は昆虫の要素を掛け合わせるため、武器に見立てた前脚となっていたが、最終的にはトゲがツチグモの足に付くのみとなった。

四谷のカシャ
三十之巻・三十一之巻に登場。
洋館の男女によって生み出された夏の魔化魍。四谷に出現する。人の体に真っ白い狐のような頭を持つ本来のカシャに魔化魍ワニュウドウの特性を併せ持った新たなタイプと思われる。
平均気温24℃前後、平均湿度65パーセントほどの環境にて成長する。童子と姫の力を借りずに自力で成長するため、行動範囲が広く、自ら幼少期から餌を取る能力を持つ。
梵字が全身に描かれており、その霊的な力によって姿を消し、人魂のような怪火を伴った火炎輪の姿で現れ、人間を次々と襲って焼き殺す。ディスクアニマルを焼き尽くすほどの火炎を使った攻撃を得意とする。
その火炎攻撃で相性の悪い威吹鬼を圧倒するが、響鬼紅の灼熱真紅の型で倒された。
オロチ現象の際にもさいたまに別個体が出現したが、装甲響鬼の鬼神覚声によって倒された。
- デザインは飯田浩司が担当した。本来の火車は猫の妖怪だが、先に妖怪といえばキツネであるため、そのままラフを描いている。オーダーが「機械のようなものとの合成怪人」というものであったため、首回りの牛車の車輪は現代風のタイヤにしており、スポーク部分も金属のようにしている。

奥多摩のカマイタチ
三十二之巻・三十三之巻に登場。
スーパー姫とスーパー童子が最初に育て上げた、洋館の男女の魔化魍強化実験の過程によって生み出された巨大魔化魍。三つ首のイタチ。奥多摩に出現する。
平均気温18℃前後、平均湿度87パーセントほどの環境にて成長する。
梵字のような模様が体に刻まれている。左右の首がそれぞれ鎌を銜えておりその鎌で攻撃したり、猛烈な突風を伴って地中から現れ、ずたずたに物体を切断して、高速移動をして、敵に対して三つ首が同時に攻撃を仕掛ける。
鬼たちを苦しめていくが、響鬼が新たに手にした強化変身である装甲響鬼の音撃刃 鬼神覚声を受け、一刀両断される。
オロチ現象の際にも清めの地に別個体が出現した。
- デザインは飯田浩司が担当した。とある記述に「斬り付ける・転がす・痛み止めの薬を塗る」というカマイタチのものがあったため、三位一体のケルベロスをイメージして三ツ首のイタチとなった。妖怪度を上げるため、ドクロの半身にしている。デザイン画では鎌を手足の先に付けて走らせるため、四肢に車輪が描かれていた。耳に配置したり、口にくわえさせたり、4本の鎌に収めている。

港区のウワン
三十四之巻・三十五之巻に登場。
洋館の男女の魔化魍強化実験によって生み出された蝉のような等身大魔化魍。港区に出現する。
平均気温19℃前後、平均湿度86パーセントほどの環境にて成長する。地中から幼虫で現れ、人間や鬼の血を吸って飛行が可能な成虫に変態し、複数に分裂する。
文様を身体に持つ新たなタイプで、胸の共鳴器を震動させることで超音波を放つことが可能で、鋭い口吻を武器とする。口の長い口吻で刺すなどして、口から吐く黄色い粘着液を浴びると、鬼ですら意識が薄れる。
人間を襲っていたところに響鬼と轟鬼が現れ、装甲響鬼の鬼神覚声を受けて撤退すると成虫に変態する。その後、3体に分裂して装甲響鬼、威吹鬼、轟鬼を襲うが、3人の音撃によって3体とも倒された。
オロチ現象の際にも三浦や館林、さいたまや清めの地に別個体が出現した。
- デザインは飯田浩司が担当した。モチーフは音で攻撃することから、幼体・成体共にセミであり、スピーカーを胸に付けている。カシャと同様、スピーカー部分の文字は梵字のようにしている。

長瀞のノツゴ
三十六之巻・三十七之巻に登場。
10年に一度しか出現しないといわれる狂暴な巨大魔化魍。
全身が非常に強固な外殻に覆われており、通常の打撃はおろか音撃の合奏、装甲響鬼の鬼神覚声すら通じない。また巨体を支える8本の足も頑強で、斬鬼が振るう音撃真弦 烈斬でも傷つけられなかった。サソリのような尻尾の先端からは巨大な針を連射するほか、尻尾自体を叩きつける攻撃も得意とする。地中を掘り進むための頭部から生えた2本のハサミも、戦闘では強靭な武器となる。糸を吐いて獲物を捕らえ、口の両端にある鋭い牙で逃がさないように挟んでからむさぼり食うが、そのとき開かれる口の奥が唯一の弱点である。
シュキの両親を10年前に殺した魔化魍であり、彼女が唯一倒せなかった相手のため、彼女から執念深く追われている。10年前の戦いでは、朱鬼が弟子の斬鬼の命を顧みずに攻撃してきたが、わずかに弱点が外れたため、撤退した。
10年ぶりに出現した長瀞では、朱鬼と装甲響鬼の同時音撃をもはじき返し、地中に逃げる。その後、朱鬼を糸で捕らえて喰おうとするが、彼女が自分自身の体を貫いて放った音撃奏 震天動地を口腔に受けて転倒する。最期は開いたままの口に斬鬼の音撃斬 雷電斬震を突きこまれて爆発した。
朱鬼はノツゴを倒そうとするあまり斬鬼の命を軽視したため鬼を辞めざるを得なくなり、長瀞の戦いでも自爆同然の手段を用いて果てた。またノツゴにとどめを刺した斬鬼も、その戦闘中に負ったケガが原因で命を落としており、まさに2人の鬼の運命を暗転させた魔化魍と言える。
なおオロチ現象の際、清めの地に別個体が出現している。
- デザインは飯田浩司が担当した。飯田の好きな昆虫であるサソリとクワガタがモチーフに選ばれた。クワガタの顎がサソリの腕になっているのは漫画版『仮面ライダーBlack』のクワガタ怪人のハサミの腕が元となっている。

東筑波のヨブコ
三十八之巻・三十九之巻に登場。
装甲声刃の波動のデータを基にして生み出された人間大魔化魍。東筑波に出現する。通常のヨブコはワニのような頭の体だが、洋館の男女によって強化され、ニシキヘビ型の隔壁音波発生装置が肩に取り付けられている。
両手の鋭い爪で相手に攻撃する。また、長く伸びる強靭な舌によって相手を捉え投げ飛ばすなどの戦法も使用する。隔壁音波を一定の周期で出しており、この隔壁音波を出している間は鬼たちの音撃や装甲声刃との同調を無力化する。この力で威吹鬼の射撃や轟鬼の鬼闘術、三人の音撃合奏も防いだ。
捕らえた獲物を粘液で縛り洞窟内の巣に運んで繭にくるんで逆さで吊るし、その体液を啜る習性がある。その獰猛性からか、作中でも常に唾液を垂らしている表現がなされていた。
廃校の闘いでは響鬼を圧倒し、戦闘不能に追い詰める。その後威吹鬼や轟鬼、裁鬼も戦闘不能に追い込むと、自身のナワバリで再び響鬼と交戦。一時は追い詰めるも、波動の周期に気付いた明日夢に見破られ、隔壁音波発生装置を響鬼に破壊される。装甲響鬼となられ、鬼神覚声で倒される。
オロチ現象によって隔壁音波発生装置のない個体が、さいたまと佐野に出現している。
- デザインは飯田浩司が担当した。肩のメガホンは呼子の能力に合わせて取り付けている。妖怪要素を出すため、梵字風文字をヘビの胴に多く並べている。

森のコダマ
四十之巻・四十一之巻に登場。
オロチ現象の前兆となる等身大魔化魍で、古木に宿る精霊ともいわれる。発生条件や育成条件は不明。
「コダマの森」と呼ばれる、移動する森のような異空間を生み出し、その中に人間を迷い込ませてから、木の根を自在に操って襲う。また、森の奥にある古木とは同体であり、古木を攻撃されればコダマも傷を負う。
武器は手から生成する葉のような形をした剣で、二刀流で敵と戦う。この剣は攻撃以外に、防御や投擲にも用いる。また、体の前面にバリヤーを展開することが可能。
劇中ではコダマの森に男2人を引き込んで襲撃し、調査に訪れた轟鬼を木の根で追い詰める。駆けつけた威吹鬼や装甲響鬼の音撃も防ぎ通し、3人の鬼を撤退に追い込んだ。その後、別の場所に移動したコダマの森で今度はカップルを襲い、現れた響鬼と威吹鬼をまたしても圧倒。あきら変身体も一蹴した。3度目の登場では休暇中の立花香須実とイブキを森の中に捕らえるが、明日夢と京介が同体の古木を烈雷で突き刺したために弱体化し、威吹鬼の音撃射 疾風一閃を受け枯葉となって散った。装甲響鬼が音撃刃 鬼神覚声で古木を破壊すると、コダマの森も消滅した。
オロチ現象の進行に伴い、四十四之巻ではコダマの森を生み出さず単独の状態で館林に出現し、バケネコやカッパたちと暴れまわったが、最期はウワンともども斬鬼の音撃斬 雷電斬震で砕け散った。また、清めの地にも別個体が出現している。
- デザインは飯田浩司が担当した。イメージは「木霊」という名前通り木である。

長瀞のカエングモ
四十五之巻に登場。
オロチ現象によって現れたツチグモの亜種。同種の中では最も凶暴な性質を持つとされている。
全身から高熱を発しており、周囲の空気が揺らいで見える。口から高熱火炎を吐いて敵を攻撃するが、知能はそれほど高くないらしく、味方であるバケネコも容赦なく炎で葬っていた。なお、体液の色は白い。
オトロシ戦で重傷を負ったトドロキがリハビリ中の病院を高熱火炎で襲撃し、同じくオロチ現象で大量に出現したバケネコたちを引き連れて、返魂の術で死から蘇った斬鬼と戦う。しかし再起したトドロキが轟鬼へと変身して駆けつけると、音撃弦 烈雷で脚を切断されて動きを封じられる。最期は轟鬼の音撃斬 雷電激震と斬鬼の音撃斬 雷電斬震の同時音撃によって倒された。この一戦で弟子の復活を見届けた斬鬼が死を受け入れて地上から姿を消したため、カエングモは轟鬼と斬鬼の師弟によって倒された最後の魔化魍となった。
- CGモデルの形状はヨロイツチグモと同様。ツチグモやヨロイツチグモと異なり、デザイン画の存在が確認されていない。

東松山のサトリ
最終之巻に登場。
洋館の男女が造り出した等身大魔化魍。甲冑風の身体と狼の顔を持つ。
本来のサトリは相手の考えを読んで攻撃を回避する性質を持っているが、東松山に出現した個体は好戦的で自分から攻撃するように改造されていた。多くの魔化魍が野獣と同程度の知能しか持たないなか、サトリは賢く、洋館の男女の命令を聞き分けられる。
武器は右手で振るう刀と、口から放射する火炎。さらに高速で走り回ることができ、戦闘時には猛スピードで敵を翻弄する。最大の強みは相手の心を読み取る能力だが、複数の心を同時に読むことはできないため、コンビネーション攻撃には対応できない。実際のところ読心術を抜きにしたサトリの戦闘能力は高いものではなく、ディスクアニマルを相手にしても苦戦していた。
劇中では新たなクグツに仕立て上げるために持田ひとみを拉致し、追いかけてきた明日夢と京介を待ち伏せする。変身した京介を火炎攻撃で追い込むが、助けに来た威吹鬼と轟鬼の連携には太刀打ちできず、最期は轟鬼の音撃弦 烈雷で斬られて爆発した。
- デザインは飯田浩司が担当した。サトリの伝承に「色黒い」という記述があったため、デザイン画の段階ではクロヒョウがモチーフに選ばれていた。赤い手足の先になったのは、黒づくめの全身になるのを避けるためであり、モチーフとなった鳥の種類は決めていない。胸部分が顔になっているのは、人の考えを読んで声を胸から出すために考えられたもの。

東松山のロクロクビ
最終之巻に登場。
洋館の男女が、自分たちの根城としている洋館を護る番犬として生み出した巨大魔化魍。ナナシやカシャといった合成魔化魍の系譜に連なる存在で、通常のロクロクビに魔化魍オオムカデの能力を加えて造り出されたとされる。
ムカデのように長い体には無数の足が生えており、体当たりや巻きつき攻撃を得意とする。頭部はシュモクザメに似ており、鋭い歯で敵をかみ砕く。合成魔化魍だけあって、その戦闘能力は高い。
劇中では、サトリが倒された直後に地中から出現して威吹鬼と轟鬼を奇襲し、洋館の男女と力を合わせて2人の鬼を苦しめる。しかし洋館の男の体に異変が生じたため、攻撃よりも主人たちの逃亡を優先する。威吹鬼たちを助けに来た装甲響鬼とも互角の戦いを繰り広げるが、明日夢の声に気を取られた隙を突かれ、背後から音撃刃 鬼神覚声を受けて倒された。
- デザインは飯田浩司が担当した。ボコボコの背中はツルツルであると怖くないと思ったためで、特にモチーフは決めていないという。

### 設定のみ存在する魔化魍
オオニュウドウ
『仮面ライダー響鬼 明日への指針（コンパス）』にのみ登場。
大形魔化魍の一種。テレビシリーズ開始前の時系列において、響鬼の音撃棒・烈火の吽（右用）を破損させた。

オオクビ
九之巻で猛士の資料にて名称のみ登場。
平均気温6℃、平均湿度60パーセントほどの環境にて成長する飛行能力を持つ魔化魍。
ハチのような外見で、人間にムチのような器官を下半身から伸ばして突き刺し、注入した毒で内臓を溶かして吸い尽くす。

バケガラス
二十六之巻で明日夢とあきらとの会話中に名称のみ登場。威吹鬼が退治したらしい。

通常のロクロクビ
四十八之巻に登場したロクロクビは洋館の男女によって改造された個体であり、通常のロクロクビの姿は劇中で描写されていない。
おそらくはサメに似た頭部を持つ魔化魍だと推測される。

### 童子・姫
魔化魍を創り育てるため、常に二体一組で行動する男女。普段は人間と変わらない姿をしているが、戦闘の際はそれぞれ怪童子（）・妖姫（）と呼ばれる怪人形態に変化し、魔化魍の種類によって攻撃能力や体型が異なる。見た目の性別とは逆に、童子は女、姫は男のような声で喋るのが特徴。試験管に入った謎の液体と不思議な杖からクグツが生み出したもので、クグツと同様の顔と体型をしている。白い体液を流し、魔化魍と同様に爆散して土塊と化す。魔化魍の種類ごとに性格や特徴は異なるが、共通して根は徹底的に冷酷。独特な装束の色や変化後の攻撃能力や体型を異にするのみでその姿がほとんど同一の童子と姫が魔化魍の種類や数と同じ組だけ存在するようである。鬼たちのことは「鬼さん」と呼び、「鬼さんこちら～」と戦闘中もふざけてみせる。
この他、鎧のような外殻に覆われ、唾液から剣や槍状の武器を作り出し使用する完全体である武者童子と鎧姫や武者童子が突然変異した乱れ童子などが存在する（いずれもクグツの不思議なイガ状の塊を飲み込んだことによる干渉に伴う変化）。
- デザインは青木哲也が担当した[30]。デザインを担当した青木は、他の妖怪よりも1ランク上の人間の姿をした鬼太郎のような役割と捉えている[28]。
- 怪童子と妖姫は基本的に同じスーツの一部分の造形をモンスターに特化した形に変えているが、ツチグモの怪童子と妖姫の制作時点では設定がデザインに活かしきれていなかったため、直接戦わずに後方にいるというイメージであった[28]。和のイメージを取り入れるため、和服の襟合わせのようなディテールを入れている[28]。乱れ童子は武者童子や鎧姫とは違い、バーサーカーのような感じであることから、不安定な感じを表現するため、アシンメトリーとなっている[28]。
- 浦沢義雄により童子と姫が温泉に行くプロットが出来上がっていたが、番組の流れの中に入らないので、お蔵入りになった[75]。

### クグツ
童子と姫を生み出し従えて力を与える存在で、黒装束あるいは白装束に身を包んだ男女。洋館に多数存在し、全国に散っていく。手から気、目からの強い闇の邪気、指先からの念力を放ち、相手を押さえ込んだり弾き飛ばす力を持つ。適した環境に手にした金色や銀色の杖を刺し、試験管に入った自身の体液を投入して魔化魍や童子と姫を生み出す。魔化魍や童子と姫を利用して変異や合体実験を積み重ねているようである。
後に洋館の男女の指示で動く傀儡（クグツ）だったことが判明する。そして、スーパー童子とスーパー姫が生み出されたことにより、彼らによってすべての個体が「人員整理」と称して排除された。

### スーパー童子・スーパー姫
三十二之巻から登場した、洋館の男女の実験によって作り出した立烏帽子を被った公家装束に身を包んだ新タイプの童子と姫。怪童子や妖姫に変化せずに手から放つ衝撃波や扇子で戦い、すべてのタイプの魔化魍を育てることができる。
生まれてすぐは人間の子供に近い非常に無邪気な性格だったが、三十四之巻でまずスーパー姫が自らの意志を得、それに伴いスーパー童子が徐々に本性に目覚め、それまでのような無邪気さは失せ、凶悪な性質となった。
鬼の血を求め、鬼を食うことを望んでいるようである。従来の童子と姫とは違い、普通に性別通りの声で喋る。
徐々に自我が芽生えていき、スーパー姫は成長につれ、己の存在意義に懐疑的な一面を持つようになり、スーパー童子は最初は自身のその凶暴性になんら疑いの念を持たなかったが、スーパー姫の影響を受け、自身が何なのか考えるようになる。
四十六之巻にて洋館の男女からオロチを抑えるために鬼を守るよう命令を受けるが、2人はこれを拒否して、鬼を襲う。しかし、反旗を翻したことが仇となり、餌である不思議な塊の供給を絶たれ、その効力が切れたことで体を維持することが出来なくなり、土塊と化して消滅してしまう。

### 洋館の男・女
クグツやスーパー童子とスーパー姫を操る着物姿の謎の人物。童子と姫やクグツはこの男女の顔を模して作られている。主な活動としては実験を繰り返し、従来の枠に収まらない新たな魔化魍を次々と生み出すが、その目的は結局判明することはなかった。また、鬼たちとは方式が異なるものの魔化魍を「独自の方式」によって封じる力も持っていた。手から波動を放つほか、怪しい力をクグツに送り込むことやクグツの見聞きしたものを感知する能力を持つ。
終盤、突如として現れたコダマの森を認知し、彼らも魔化魍が自分たちにも制御できなくなっていく「オロチ」の始まりを危険視していたため、トドロキをオロチ現象を鎮める巨大鬼石のもとへ案内し、さらにスーパー童子とスーパー姫に鬼たちをサポートするよう命令した。
最終的に彼らより上位だと考えられる身なりの良い洋装の男と女の登場により、彼らもまたクグツに過ぎなかったことが判明する。

## キャスト
平成仮面ライダーシリーズの主演は若手俳優の登竜門と見なされていたが、本作品では俳優としてすでに著名な細川茂樹が起用された。細川は当時33歳で、これは昭和ライダーまでさかのぼっても最年長の主演俳優だった。戸惑いの大きかった細川は3度も依頼を断ったが、制作側の非常に強い期待を受けて1か月悩んだ。しかし周囲からの反対はなく、細川に相談されたダウンタウンの浜田雅功も「おもろいやん、おっさんライダー！」と細川を後押ししたこともあり、最終的には承諾した。細川はすでに大河ドラマ『義経』への出演が決まっていたため、しばらく『響鬼』の撮影に参加できなくなる事態を想定して主役不在のまま話が進行するプロットも用意されたが、これは使われずに済んだ。なお、細川はジェームズ・ボンドのイメージで普段の服装をスーツにしたいと希望したが、子供受けの低さを理由に採用されなかった旨を後年に明かしている。
その他の主要キャストもベテランから新人まで、舞台やVシネマ、単館系映画などの各方面で知名度の高い俳優を起用している。そのため、レギュラー出演者の平均年齢は比較的高い。

### レギュラー
- ヒビキ - 細川茂樹
- 安達明日夢 - 栩原楽人
- 立花香須実 - 蒲生麻由（1 - 36,38 - 44,46 - 48）
- 立花日菜佳 - 神戸みゆき（1 - 35,38 - 48）
- 持田ひとみ - 森絵梨佳（1,3 - 25,27 - 31,34,35,38,44,42 - 48）
- 天美あきら - 秋山奈々（7 - 48）
- イブキ - 渋江譲二（5 - 19,21,22,24 - 48）
- トドロキ[注釈 10] - 川口真五（13 - 17,19 - 29,32 - 48）
- ザンキ - 松田賢二（13 - 15,19 - 22,27 - 29,32,33,35 - 40,42 - 45）
- 滝澤みどり - 梅宮万紗子（11 - 14,17,18,26 - 29,32 - 35,38,39,47,48）
- 桐矢京介 - 中村優一（30 - 48）
- 安達郁子 - 水木薫（1 - 3,5,7 - 9,13 - 16,19,25,28,29,31,40,43,46,48）
- 童子、クグツ（黒・白）、洋館の男[注釈 11]、謎の男、姫の声 - 村田充
- 姫、女のクグツ、洋館の女[注釈 12]、謎の女、童子の声 - 芦名星
- 立花勢地郎 - 下條アトム（4 - 25,28 - 33,35,39 - 44,46 - 48）

### 声の出演
- ナレーション
  - 予告のみ - 中井和哉
  - ジャンクションのみ - 中田浩二
- 仮面ライダー裁鬼 - 狩山俊輔（十五之巻のみ）[80][注釈 13]、塩野勝美（16,25,36,39）
- 仮面ライダー鋭鬼 - 永瀬尚希[81]（28,29）

### 準レギュラー
- 克典 - 鈴木祐真（3 - 7,9 - 11）
- 紀子 - 藤枝由似（4 - 7,9 - 11,18,23）
- 綾泰子 - 水木ゆうな（1,5,7）
- 伊佐倉先生 - 米山信之（13,14,17,30,46）
- ダンキ - 伊藤慎（12[注釈 14],13,21,32）

### ゲスト
- 千寿 - 大西麻恵（1,2）
- 老人 - 大木史朗（1）
- 伯父 - 角谷栄次（1,2）
- 伯母 - 麻ミナ（1,2）
- 女性ハイカー - 伊藤由紀子（1）
- 男の子 - 渡邉奏人（1）
- 郁子の旧友 - 境賢一（2）
- 塾の友達 - 牛田勇斗（3）
- 自警団A - 坂口進也（3）
- 自警団B - 岸本功（3）
- 魔化魍 - 押川善文（3,4）
- 猟友会A - 飯尾英樹（4）
- 猟友会B - 暁（4）
- 店主 - 石見榮英（4）
- オバちゃん - しのへけい子（4）
- 少女 - 田澤有里朱（4）
- 駄菓子屋 - 佐野珠美（4）
- 横田 - 山口裕次郎（5）
- 釣り人 - 渡邉謙太（5）
- アナウンサー - 佐々木正洋、大下容子（5）
- 釣り人A - 伊藤聡（6）
- 釣り人B - 真矢野靖人（6）
- 男 - 七枝実（7）
- 女 - 香取廣美（7）
- 老人 - 福原秀雄（7）
- 老婆 - 花原照子（7,8）
- 少年 - 川久保雄基（9,10,28）
- 少女 - 斉藤友以乃（9）
- 女の店員 - 安室満樹子（9,11）
- 男の店員 - 内海修宏（9）
- 男A - 田村圭生（9）
- 男B - 西村大介（9）
- 女A - 小幡茜（9）
- 女B - 渡部彩（9）
- 農夫 - 山下啓介（11）
- 松山家の夫 - 嶋田豪（11）
- 松山家の妻 - 浅野香織 （11）
- 松山家の子供 - 椿泰我（11）
- サバキ（佐伯栄） - 柴﨑貴行[82][注釈 14]（12）[注釈 13]
- ハイカー - 永瀬尚希（13）
- 医師 - 窪園純一（13）
- 看護師[注釈 15] - 麻生真衣（13,14）
- 中学生 - 土屋シオン（15）
- OL - 上村愛香（17）
- 作業員A - 芝崎昇（17）
- 作業員B - 光宣（17）
- 客 - 矢野泰子（18）
- 主婦 - 阿部光子（18）
- 子供A - 加賀谷渓（18）
- 子供B - 加賀谷知夏（18）
- ダイバー - 矢部敬三（20）
- お師匠さん - 二宮弘子（21,22,25）
- 坂本先生 - 依田英助（21,22）
- 飯田敏 - 樋浦勉（23）
- 部活の先輩 - 中山麻生（23,38）
- 老人 - 益富信孝（23）
- 津村努 - 渋谷謙人（25 - 27）
- 童子に襲われた男[83] - 中川素州（28）[注釈 16]
- 京介の母親[84] - 入江麻友子（30）[注釈 16]
- 警官 - まいど豊（32）[注釈 16]
- ショウキ[85] - 押川善文（32）[注釈 16]
- 小暮耕之助 - 布施明（特別出演 / 32,33）
- 農夫 - 竹内靖司（33）
- 神主[86] - 佐々木研（36）[注釈 16]
- 巫女[87] - 佐藤礼貴（36）[注釈 16]
- ザンキの主治医[88] - 山崎猛（36,42）[注釈 16]
- シュキ - 片岡礼子（36,37）
- 京介の前の学校の知り合いA[89] - 山下亨（44,45）[90][注釈 16]
- 京介の前の学校の知り合いB[91] - 三木秀甫（44,45）[注釈 16]
- 出崎弘子 - 中村綾（45 - 47）
- 出崎直美 - 木下綾菜（45 - 47）
- 男の子 - 島田智之介（48）[注釈 16]

### スーツアクター
主役である響鬼のスーツアクターは『アギト』以降主役ライダーを演じた高岩成二ではなく、主役以外のライダーなどを演じてきた伊藤慎を起用した。威吹鬼役の押川善文は、皆が高岩のいない穴を埋めようとしていた不思議な空気感であったと証言している。また、轟鬼役の渡邉淳は本作品で初めて仮面ライダー役を務めた。撮影中にナパームの熱がスーツのマジョーラカラーに残ったために伊藤が火傷し、一時的に降板した間は大岩永徳などが代役を務めた。その後、大岩は舞台出演のため降板した矢部敬三に代わり仮面ライダー斬鬼を務めた。
- 仮面ライダー響鬼[出典 1]、仮面ライダー裁鬼[出典 2]、京介変身体[102] - 伊藤慎
- 仮面ライダー威吹鬼[出典 3]、仮面ライダー弾鬼[101] - 押川善文
- 仮面ライダー轟鬼[出典 4]、戸田山変身体[105] - 渡邉淳
- 仮面ライダー斬鬼（十五・十六之巻）[出典 5] - 矢部敬三
- 仮面ライダー斬鬼（後期）[出典 6]、怪童子[出典 7]、仮面ライダー響鬼（代役）[109] - 大岩永徳
- 妖姫[110] - 橋本恵子
- 仮面ライダー鋭鬼[101]、仮面ライダー朱鬼[111][99] - 永瀬尚希
- 魔化魍[112] - 金田進一
- バケネコ[113] - 小倉敏博
- その他 - 中川素州[114]

## スタッフ
髙寺成紀をチーフプロデューサーとして始まった『響鬼』だが、テレビシリーズ中盤と並行して制作・公開された『劇場版 仮面ライダー響鬼と7人の戦鬼』のチーフプロデューサーは『響鬼』には当初参加予定のなかった白倉伸一郎が務め、同じく脚本もテレビシリーズ未参加の井上敏樹が担当した。その後、テレビシリーズでも9月4日放送分（三十之巻）よりプロデューサーが白倉に交代。脚本もきだつよし・大石真司と入れ替わりに井上が新たに参加し、文芸スタッフも全員が降板となる。きだは当時の制作状況について、2007年7月5日の日記で「クウガや響鬼に参加した時はプロデューサー色が濃くて自分の色を全く出せずに終わってしまった感がある」と発言している。
メインスタッフ交代後の制作体制は、脚本に「執筆が早い」と言われる井上が大半の話を担当したほか、三十八之巻・三十九之巻は本作品で仮面ライダーシリーズに初参加し、以後も多くのシリーズ作品に関わることになる米村正二が担当した。監督には二十九之巻以前は不参加だった田村直己、鈴村展弘が加入、通常のローテーションを崩し、約2か月にわたり複数班体制が取られた。完成済の各回を1話以上ストックしておく「撮り溜め」をあまりしない東映特撮作品では複数班体制をとることは珍しくないが、通常は計画的な撮影スケジュールをしっかり事前に立て、1班体制によるローテーション撮影を維持するように努めており、本作品のように複数の撮影班が長期間の同時撮影体制を敷くケースは異例と言えるものであった。
また、魔化魍のデザインも二十九之巻まではPLEXの青木哲也が担当し、三十之巻以降は石森プロの飯田浩司が担当した。
- 原作 - 石ノ森章太郎
- 連載 - テレビマガジン、てれびくん、幼稚園、めばえ、たのしい幼稚園、おともだち
- スーパーバイザー - 小野寺章（石森プロ）
- プロデューサー[注釈 17] - 梶淳（テレビ朝日）、髙寺成紀（1 - 29）・白倉伸一郎（30 - 48）・土田真通（東映[注釈 1]）
- プロデューサー補[注釈 18] - 大森敬仁
- 脚本 - きだつよし、大石真司、井上敏樹、米村正二
- 文芸（十九之巻 - 二十二之巻） - 大石真司
- 監督 - 石田秀範、諸田敏、坂本太郎、金田治、髙丸雅隆、田村直己（テレビ朝日）、鈴村展弘
- 撮影 - いのくままさお、倉田幸治
- 助監督 - 柴﨑貴行、道木広志、宮坂清彦
- 文芸協力（1 - 29） - 片岡力、菅誠司、阿部卓也
- VFXスーパーバイザー - 沖満
- アクション監督 - 宮崎剛（ジャパンアクションエンタープライズ）
- 助監督 - 山本滋春、山口恭平、杉原輝昭、坂井裕幸、狩山俊輔、菱沼康介、古家友佳、大峯靖弘、安原正恭、柴﨑貴行
- 操演 - 高木友善（ライズ）
- 音楽ディレクター - 本地大輔、大泉浩之、長澤隆之 (avex)
- 音楽 - 佐橋俊彦
- 鬼デザイン - 早瀬マサト（石森プロ）、野中剛・菊池和浩・小林大祐・下田竜彦（PLEX）
- 魔化魍デザイン - 青木哲也 (PLEX) 、藤沢チヒロ〔童子・姫衣裳デザイン〕（1 - 29）、飯田浩司（石森プロ）（30 - ）、竹田団吾[116]〔スーパー童子・姫衣裳デザイン〕
- 資料担当 - 飯田浩司（石森プロ）
- OP・ED演出 - 小藤浩一  (1st OP, ED)、鈴村展弘  (2nd OP)
- 題字 - 康唯子
- 技術協力 - オーエイギャザリング、東映ラボ・テック、KYORITZ
- 制作 - テレビ朝日、東映株式会社[注釈 2]、ADK

## 音楽
『仮面ライダーアギト』以降、音楽担当と主題歌の作曲担当は別の作曲家が担当していたが、本作品では統一した世界観を作りたいという髙寺の意向により『仮面ライダークウガ』と同じく佐橋俊彦が両方を担当している。従来の音楽担当は企画が完成してからの参加が通例であったが、本作品ではバンダイの「DX音撃棒セット」用の楽曲製作のため、2004年6月ごろから参加している。
「太鼓で敵を倒すライダー」という設定に合わせ、マリンバ、和太鼓、パーカッションなどの打楽器（一部シンセサイザーによる音色含む）を中心に構成された音楽が主流となっている。主要ライダーの武器、必殺技に合わせ、威吹鬼にはトランペットなどの吹奏楽器を全面に押し出した曲、轟鬼にはエレキギターなどによるロックサウンドも製作されている。
サウンドトラックCDは『仮面ライダー龍騎』以降恒例となっていた、番組終了後にリリースのCD-BOXとしてではなく、テレビシリーズでの使用楽曲を収録した「音劇盤」一 - 三、それに劇場版サントラとして、計4枚が放送期間中に発売された。また過去の平成ライダーにおいて、一部の楽曲がサウンドトラックCDに未収録となるケースが散見される中、本作品ではほぼすべての主な楽曲を収録することができた旨のコメントが「音劇盤」三にて書かれている。
他の平成ライダー作品に見られるレギュラー出演者担当による楽曲は、本作品では製作されていない。

### 主題歌
オープニングテーマ「輝（かがやき）」（1 - 33,48）
作曲・編曲 - 佐橋俊彦
二之巻から二十九之巻まではイントロに乗せて明日夢によるナレーションで前回の振り返りが放送され、オープニングにつながる。11種類のアレンジが存在し、オープニング映像は各回のストーリーに応じた曲や映像が使用された。十七之巻からは後半部分が大幅に変更されている。最終之巻はスタッフクレジットがないため、大幅に短縮された形で使用されている。
オープニングテーマソング 「始まりの君へ」（34 - 47）
作詞 - 藤林聖子 / 作曲・編曲 - 佐橋俊彦 / 歌 - 布施明
曲中盤の「大空に青」の部分はその回のダイジェスト映像が流れる。四十五之巻のみ2番歌詞を使用した。
エンディングテーマ「少年よ」（1 - 33,48）
作詞 - 藤林聖子 / 作曲・編曲 - 佐橋俊彦 / 歌 - 布施明
エンディング映像（ロケ地）は公園・ビル街・商店街・広場・海岸の5種類が存在し、2話ごとに持ち回りで使用する。基本的には1番の歌詞を使用するが、十四之巻、二十九之巻では2番の歌詞を使用した。

### 関連CD
発売された関連CDは以下の通り（主題歌に関しては別項目を参照）。
- 仮面ライダー響鬼 音劇盤
- 仮面ライダー響鬼 音劇盤二 激闘之巻（初回限定版は本作品のCDをすべて収納できるBOX仕様）
- 仮面ライダー響鬼 音劇盤三 総力之巻（初回限定版はタオルが同封）
- 劇場版 仮面ライダー響鬼と七人の戦鬼 オリジナルサウンドトラック
- 仮面ライダー響鬼 ブックCD
- 仮面ライダー響鬼 写真集付CD 響鬼見参!!
- 仮面ライダー響鬼 写真集付CD 雷舞轟々
- 仮面ライダー響鬼 写真集付CD 風雅勇伝
- 仮面ライダー響鬼 ソングコレクション

## 制作

### 企画の経緯

#### 仮面ライダーからの脱却
平成仮面ライダーシリーズ第1作『仮面ライダークウガ』のプロデューサーを務めた髙寺成紀は、自身が離れた後にシリーズがたどったバトルロイヤル路線やイケメンヒーローブームに対して違和感を覚えており、第5作『仮面ライダー剣』の企画開始時には同作品プロデューサーの日笠淳と「そろそろライダーじゃないものにしたい」と語り合っていた。髙寺が懸念していたのは、無理にシリーズを続行した結果として「仮面ライダー」というブランドが疲弊し、失墜することだった。
2004年2月上旬、髙寺は東映から『剣』の後番組のプロデューサーに指名され、かねてからの構想の実現に取り掛かった。この時点ですでに『剣』の視聴率や売り上げが不調であることは知られていたが、それがライダーシリーズ終了案提出の直接のきっかけではなく、制作スタッフの内在的な動機によるところが大きい。3月になって始まった文芸スタッフの打ち合わせの場で、片岡力は『変身忍者 嵐』のリメイクを提唱した。髙寺によると鳥モチーフの『嵐』を選択した理由は、高低差の変化を取り入れてアクションの質を変えるためと、甲冑風の平成ライダーとは違うしなやかなデザインにするためであり、テレビCMでSMAPが演じた『科学忍者隊ガッチャマン』や映画『ヴァン・ヘルシング』の影響があるという。叩き台として執筆された企画書には、かつて世界中に散った忍者が日本へと戻ってくるという想定のもと、オープニング撮影をニュージーランドのロケで行うというプランが盛り込まれていた。
その後、東宝の『超星神グランセイザー』の後番組が忍者モチーフの作品になるという情報が入り、競合を避けるため『嵐』の忍者色を改める必要性が出てきた。忍術を魔術や呪術に置き換え、無国籍風の「魔物ハンター」へと企画は移行した。プレックスの野中剛をはじめとするバンダイ側は仮面ライダーシリーズの継続を主張していたが、髙寺は石ノ森章太郎が遺したライダー以外のヒーローキャラクターにも陽を当てることで将来的に「東映ヒーローワールド」を形成しようという大掛かりな構想を提唱し、4月15日には「非・仮面ライダー」路線が承認された。
このころ、師匠と弟子のバディもので、弟子となる若者の視点を中心としたジュブナイルという基本コンセプトが決まる。5月中旬にはディスクアニマルの原型ができ、難航していた「音のヒーロー」というアイディアの具体化も、野中が「音撃」という名称を考案したことにより楽器型武器のデザインが急速に進行した。しかし同時期に放映するスーパー戦隊が『魔法戦隊マジレンジャー』に決まったため、モチーフに西洋魔法を使えなくなり、和風の作品へと回帰することになった。

#### 仮面ライダーへの統合
6月上旬、バンダイ側は新番組をやはり仮面ライダーとするように文芸チームに要求した。競合他社作品として『グランセイザー』の続編に加え『魔弾戦記リュウクンドー（仮）』まで控えている状況において、ライダーブランドを封印するのは得策ではないと判断したのだろう、と片岡力は推測している。企画の軌道修正を検討したところ、「脱・仮面ライダー」を目指したはずの内容はライダーという看板に付け替えてもほとんど支障がなく、スタッフは複雑な思いをした。なお、この時点では制作に関与していなかった白倉伸一郎は、どう考えても仮面ライダーではないものをライダーの範疇に入れることに対して初めてシリーズ化を意識し、「もう引き返せないな」と思ったと後のインタビューで語っている。
『変身忍者 嵐』から継承した鳥型の妖怪ヒーローに代わる新たなモチーフが求められる中、『嵐』の主人公が自らも魔物の血と力を備えた「化身忍者」であったように、妖怪軍団に立ち向かう妖怪プリンスという構図が想定され、ヒーローのモチーフを「鬼」とする発想が出てきた。6月中旬、和太鼓演奏集団「鼓童」のライブを鑑賞した髙寺成紀はその躍動感に魅了され、野中剛らプレックスメンバーにも推奨。その成果として、響鬼の原型となる筋肉質のヒーローデザインが描かれた。また、大太鼓をバチでたたく動作を等身大の怪人相手に行うと撲殺という感じになり、卑怯に見えてしまうことがわかり、敵を巨大にする必要性が論じられた。大きな相手を叩いて倒すこととなったが、巨大すぎると響鬼が太刀打ちできないことから、デザイン的な狙いも含めてレイ・ハリーハウゼンのモンスターのようなサイズとなった。鬼のヒーロー・楽器型武器・動物型メカとちぐはぐだったモチーフをひとつにまとめるため、桃太郎が鬼に勝てたのは彼自身も鬼だったから、という「逆・桃太郎伝説」を阿部卓也が考案し、作品イメージが一本化した。
その後、ヒーローと怪物が同じ出自を持つことに対するSF的な説明付けが延々と検討されたが、8月半ばで髙寺がその中止を決断。「ヒーローは鬼の姿をしているが、モンスターとは関係ない」と割り切ることにした。疑似科学的な設定を取り払われたモンスターは、自然発生する妖怪となった。9月には、企画最初期の『嵐』リメイク案から存在した「世界各地にいる仲間のヒーロー」という設定も切り捨てられて、規模を縮小した「日本各地にいる仲間のヒーロー」へと変わり、完全な日本風の作品として確立した。

### 作風と反響

#### 前期
『仮面ライダークウガ』から4年ぶりに現場復帰した髙寺成紀は、『仮面ライダーアギト』以降ライダー同士の戦いが導入されたことで混沌としたシリーズに秩序を取り戻そうとした。ただし、不安定な世界の中の安定した個人を描いた『クウガ』とは逆に、安定した世界の中の未完成な個人を描くアプローチとなっている。髙寺は主役のヒビキを、古から妖怪退治の役目を担ってきた組織「猛士」の一員とした。その隣には少年の明日夢を配置し、ヒビキの背中を見ながら大人へと成長していく過程を描こうとした。猛士には上下関係こそあるものの、反目やいさかいは見られず、みな一様に仲が良い。先代から受け継いだ情報を周囲と共有するという、信頼感に満ちた心地よい空間における生活感が丁寧に描写されている。
また劇中世界の背景には、鬼や妖怪に留まらず、陰陽道や修験道といった日本風伝奇ロマンの要素が盛り込まれており、民俗学に通じる面白みもある。
宇野常寛はこうした作風から、少年のアイデンティティ不安ではなく父性を承認されない成人男性の不安を読み取っている。実際、前期『響鬼』は30 - 50代の高齢マニア層から強い支持を受けたが、主要視聴者である男子児童には受け入れられず、商業実績はシリーズ最低となった。『響鬼』に限らず平成仮面ライダーシリーズは大人向けの要素を含んできたが、この結果を見たひこ・田中は、大人が伝えようとしたメッセージを子供が受容していたのではなく、子供が大人向け要素の混入を気にしなくなっただけなのだろうと解釈している。
本作品の敵である魔化魍は主に3DCGで描写される怪獣然としたものである。視覚効果を担当した日本映像クリエイティブの沖満によれば、沖と造形担当者が脚本の完成前に打ち合わせに参加し、CGと造形の割り振りなど技術面での検討を行った上で脚本の完成に至っていたという。沖は、このような制作の仕方は初めてであり、時間に制約のあるテレビシリーズでほとんど不可能なことをやっていたため、本当に厳しいシリーズであったと述べている。
髙寺は二十九之巻をもってプロデューサーを降板した。直接の理由は公表されていないが、インターネット上の書き込みを通じて、視聴率の低迷・売り上げ不振・予算の逼迫・撮影の遅延・上司との軋轢などさまざまなうわさが飛び交った。井上伸一郎は前期『響鬼』を髙寺的世界観の集大成として高く評価しているが、片岡力は、『クウガ』のころと違って髙寺の中には番組作りを通じて表現したいことがもはや残っておらず、はじめから作品を貫徹できるテーマを持ち得なかったと推論している。

#### 前期における後半展開の構想
中盤からは鬼の修行を中途で止めた青年が準レギュラーで登場し、明日夢に鬼の在り方を伝える役割を担うという案があった。
明日夢が最終的に鬼を継ぐか否かは決まっておらず、テレビシリーズの展開を見ながら落ち着くべきところを探っていく予定だった。明日夢が鬼になる場合、ヒビキが戦死するか再起不能の重傷を負ったために決意を固めるという展開が考えられていた。逆に、鬼にはならないと決断した明日夢をヒビキたちが見守るという案もあった。
魔化魍の異常発生は、実際の番組内で語られた「オロチ現象」と異なり、自然の作用と見せかけてその背後に人の悪意が潜んでいるという想定だった。人間の持つ創意を善の方向に向けた鬼たちや猛士に対して、他者を不幸にすることを喜ぶ人間もおり、そうした悪の創意の象徴としてクグツや「洋館の男女」が位置づけられていた。

#### 後期
三十之巻以降のプロデューサーに就いたのは、劇場版のみの参加予定だった白倉伸一郎である。脚本には新たに井上敏樹が参加。あわせてその他のスタッフも更新された。この交代を境に、作品にも大きな変化が見られた。以下に主なものを挙げる。
- 冒頭の明日夢によるナレーションが廃止、従来のアバンタイトルとなる。
- 10月（三十四之巻）以降、インストのOP「輝」を歌詞があるOP「始まりの君へ」へ変更。同時にEDが廃止。OP・EDでのテロップを縦書きから従来のフォントでの横書きへ変更。ただし、新OPのTVサイズの長さは、変更前のOPとEDのTVサイズを足した時間とほぼ同じであるため、本編自体の尺は変更前とほとんど同じであった。
- 三十之巻からレギュラーの登場人物に桐矢京介が加入。
- 通常タイプの童子・姫が三十之巻以降、登場しなくなり、代わりにスーパー童子・スーパー姫が登場。
- 鬼が火を吹く、鬼爪が飛び出す、鬼の口が開くなどの細部の描写の簡潔化。
- 魔化魍の体液が噴き出す、口が開くなどの描写減少。CGの魔化魍や山中でのロケの減少。
- シフト表やトレーニングなどの鬼の日常や明日夢を支える母などの描写減少。
- 明日夢の成長譚よりも鬼と魔化魍の攻防にストーリーの重点を変更。

舞台の中心をアウトドアから都会へと移し、静謐な雰囲気を一掃して登場人物の感情のぶつかり合いを表に出すことで、年少の視聴者にも理解しやすい能動的なドラマを目指したことが見て取れる。
白倉による三十之巻以降の改定案を見た髙寺は、何が書いているのか理解できなかったという。白倉も井上も参加当初は前期『響鬼』の世界を壊さないようにと考えていたのだが、井上がそれまでの路線に似せて書いたプロットを見た白倉は「やっぱりいいや。井上さんの好きにしていいから」と割り切った。子供に何かを教えようとする姿勢を、井上は内容が全部一般論にしかならないとして嫌った。ヒビキと明日夢を中心に小さくまとめるような、テーマ性を表に出す精神性を断ち切ろうと試み、その象徴として桐矢京介を登場させた。
一方で白倉は、京介のことを「明日夢を生かすために設定した対立項のキャラクター」としており、「あの半年間は、『響鬼』を守ることが最大の任務でした」と語っている。後期の開始にあたって番組関係者たちは白倉にさまざまな要求を突きつけており、なかには「明日夢の降板」「斬鬼の降板」「『響鬼2』でもいい」「世代交代したことにする」というものまであった。そうした中で白倉は、脱落者を出さず全キャストを続演させることを第一に考えていたのである。
前期の段階では潜んでいた「父性」という主題を、後期『響鬼』は批判的にえぐり出していく。母子家庭で育った明日夢は大人の男性であるヒビキと出会って惹かれるが、その構図は前期では直截描写されなかった。しかし父親を火事で喪っている京介は、ヒビキに父性を求めていることを包み隠さず弟子入りを志願し、それに触発されることではじめて明日夢もヒビキの弟子になろうとする。やがて明日夢は医者になるという目標を見出し、終盤でヒビキと別れる。最終回の草稿では、自分の夢を見つけた明日夢と再会したヒビキが「もう、俺のそばにいても大丈夫だな」と語りかけていたが、このセリフは現場の反対に遭って「これからも俺について来い」と改変された。
白倉によれば「明日夢がヒビキから離れて自立すること」が一之巻の段階から組み立てられてきた『響鬼』のゴールだったのだが、ヒビキ役の細川茂樹は「ヒビキと明日夢の別離はバッドエンドであり、認めるわけにはいかない」と強く主張し、両者の見解は平行線をたどった。土田真通プロデューサーが『ローマの休日』を引き合いに出して「別れることをわかっていても好きになることはある。だからこそ共に過ごした時間が貴重になる」と説いたことで多少は細川も納得し、一方で白倉側もキャストの強い思いに応えるため最終回の草稿を何度も書き直すことになった。
いずれにせよ作品の着地点は「明日夢が日常と非日常のどちらを選ぶのか」ということであり、白倉は「最終回がこれでなければ、『響鬼』は『響鬼』として終結を見られなかったでしょう」としている。
路線変更の是非をめぐり、インターネット上では視聴者間での激しい論争が巻き起こった。多くのファンに共通して見られた主張は「二十九之巻までが本当の『響鬼』であり、三十之巻以降は本来の姿を失ってダメになった、同じ名前の別作品である」というものだった。こうした騒動は、仮面ライダーに注目する大人がとても多いことを可視化させるきっかけとなったと、泉信行は判断している。

### 造形
『響鬼』に登場する音撃戦士は、肉体を変化させた存在という設定である。そのため撮影用のスーツは、衣服に見えないように筋肉の形を再現したディテールが施されている。アーマーは、ストレートな形状では従来のようになることから、微妙なRを描いている。手首から先もグローブらしくならないよう爪や手のひらのシワがモールドされており、腕の部分はパーツで彩色を分割するのではなくグラデーション塗装になっている。制作にあたってはスーツアクターの躯型を用いてフィット感を高めている。
響鬼スーツの試作品は威吹鬼同様の漆黒だったが、レインボー造形の提案で1リットル数万円はかかるマジョーラを採用。光の当たり方や見る角度によって色彩は千変万化し、生物感を出している。
マスクには仮面ライダーの特徴だった複眼はなく、それどころか眼そのものがない。これは「音で戦うヒーロー」であるところから、視覚に頼らないというイメージがあったからである。マスクの中央へと全ての隈取りのラインが向かい、突起を設けることで顔であると認識可能な形となっている。忍者装束を想起させる後頭部の突起はデザイナーの小林の好みであるという。
二十四之巻から登場する響鬼紅は、子供たちへのアピールを強めるために考案された、当初の予定にないキャラクターである。形状は通常の響鬼と同一だが、顔が分割されて眼の部分が明確になっている。これは子供たちへの訴求をさらに高めるため、脚本の大石真司が提案したものである。
三十三之巻から登場する装甲響鬼の誕生までには紆余曲折あった。従来の「上乗せ型」パワーアップは肉体を鍛えて戦う響鬼のイメージにそぐわないし、デザイナーの小林は以前から「引き算型」の強化を試したいと思っていた。そこで、たすき状のシルバーパーツを排除し体色が模様状に変化するという強化形態案が多数提出された。しかし子供たちのヒーローに対する意識は保守的であったため、結局は装甲路線に戻らざるをえなかった。混迷するデザイン作業を見た企画側は、メカニカルな外見から生じる違和感を少しでも和らげるため、劇中で最も科学技術的な存在であるディスクアニマルをモチーフにすることを提案し、現在の形へとつながった。

### 玩具
本作品に変身ベルトは存在しないが、ベルト玩具が主要商品であることには変わりなく、和太鼓とバチをモチーフにしたDX音撃棒セットが発売された。当初の予定ではエレクトリックパーツを仕込んだバチでたたくと音が鳴る仕組みだったが、安全性や耐久性の面でバンダイの設計品質基準を充たせず断念。音源はバックル部分に移され、ベルトから外して太鼓とするギミックになった。だが今度は、太鼓をどこに取り付けるのかが問題となり、最終的に魔化魍につける形となった。
太鼓は知名度の高い品物ではあるものの、子どもの憧れにはならなかった。開発者の森安信二は「音そのものに面白さが要求されていたのだと気付きました」「正直、楽器は難しいですね」と述懐している。ギター型のDX音撃弦セットは比較的人気があったが、これはモチーフの格好良さの影響だろうと森安は判断している。
平面的な円盤から立体的な動物へと変形するディスクアニマルの玩具は、2005年度グッドデザイン賞を受賞している。デザインはプレックス社の菊地和浩によるもの。

## 放送日程
話数の単位は「○（漢数字）之巻」で、サブタイトルは全篇通して「動詞＋名詞」というフォーマットで統一されている。
サブタイトルはオープニングの最後に表示される。
| 放送日         | 放送回     | サブタイトル   | 魔化魍 | 脚本                | 監督     | OP使用曲                       |
| -------------- | ---------- | -------------- | --- | ------------------- | -------- | ------------------------------ |
| 2005年01月30日 | 一之巻     | 響く鬼         | - 屋久島のツチグモ（二之巻） - 怪童子 - 妖姫 | きだつよし 大石真司 | 石田秀範 | 輝〜一之巻〜                   |
| 2月06日        | 二之巻     | 咆える蜘蛛     | - 屋久島のツチグモ（二之巻） - 怪童子 - 妖姫 | きだつよし 大石真司 | 石田秀範 | 輝〜音劇〜                     |
| 2月13日        | 三之巻     | 落ちる声       | - 奥多摩のヤマビコ（四之巻） - 怪童子 - 妖姫（三之巻） | きだつよし 大石真司 | 諸田敏   | 輝〜音劇〜                     |
| 2月20日        | 四之巻     | 駆ける勢地郎   | - 奥多摩のヤマビコ（四之巻） - 怪童子 - 妖姫（三之巻） | きだつよし 大石真司 | 諸田敏   | 輝〜音劇〜                     |
| 2月27日        | 五之巻     | 熔ける海       | - 房総のバケガニ - 妖姫（五之巻） | きだつよし 大石真司 | 坂本太郎 | 輝〜吉野〜                     |
| 3月06日        | 六之巻     | 叩く魂         | - 房総のバケガニ - 妖姫（五之巻） | きだつよし 大石真司 | 坂本太郎 | 輝〜吉野〜                     |
| 3月13日        | 七之巻     | 息吹く鬼       | - 奥久慈のイッタンモメン - 怪童子 - 妖姫（七之巻） | きだつよし 大石真司 | 石田秀範 | 輝〜突風〜                     |
| 3月20日        | 八之巻     | 叫ぶ風         | - 奥久慈のイッタンモメン - 怪童子 - 妖姫（七之巻） | きだつよし 大石真司 | 石田秀範 | 輝〜竜巻〜                     |
| 3月27日        | 九之巻     | 蠢く邪心       | - 藤岡のオオアリ（九之巻） - 怪童子（九之巻） - 妖姫（九之巻） - 秩父のオトロシ（十之巻） - 怪童子 - 妖姫 | きだつよし 大石真司 | 諸田敏   | 輝〜紫炎〜                     |
| 4月03日        | 十之巻     | 並び立つ鬼     | - 藤岡のオオアリ（九之巻） - 怪童子（九之巻） - 妖姫（九之巻） - 秩父のオトロシ（十之巻） - 怪童子 - 妖姫 | きだつよし 大石真司 | 諸田敏   | 輝〜紫炎・突風〜               |
| 4月10日        | 十一之巻   | 呑み込む壁     | - 下野のヌリカベ - 怪童子/武者童子 - 妖姫/鎧姫 | きだつよし          | 坂本太郎 | 輝〜猛士〜                     |
| 4月17日        | 十二之巻   | 開く秘密       | - 下野のヌリカベ - 怪童子/武者童子 - 妖姫/鎧姫 | 大石真司            | 坂本太郎 | 輝〜猛士〜                     |
| 4月24日        | 十三之巻   | 乱れる運命     | - 鎌西湖のウブメ（十三之巻） - 怪童子/武者童子/乱れ童子 - 妖姫（十三之巻） - 小菅のヤマビコ（十三之巻） - 怪童子（十三之巻） - 妖姫（十三之巻） - 大月のオトロシ（未登場） - 怪童子（十四之巻） - 妖姫（十四之巻）       | 大石真司            | 金田治   | 輝〜不知火〜                   |
| 5月01日        | 十四之巻   | 喰らう童子     | - 鎌西湖のウブメ（十三之巻） - 怪童子/武者童子/乱れ童子 - 妖姫（十三之巻） - 小菅のヤマビコ（十三之巻） - 怪童子（十三之巻） - 妖姫（十三之巻） - 大月のオトロシ（未登場） - 怪童子（十四之巻） - 妖姫（十四之巻）       | 大石真司            | 金田治   | 輝〜不知火・猛士〜             |
| 5月08日        | 十五之巻   | 鈍る雷         | - 日光のバケガニ（十五之巻） - 怪童子（十五之巻） - 妖姫（十五之巻） - 足尾のヤマアラシ - 怪童子 - 妖姫 | 大石真司            | 石田秀範 | 輝〜烈雷〜                     |
| 5月15日        | 十六之巻   | 轟く鬼         | - 日光のバケガニ（十五之巻） - 怪童子（十五之巻） - 妖姫（十五之巻） - 足尾のヤマアラシ - 怪童子 - 妖姫 | 大石真司            | 石田秀範 | 輝〜烈雷〜                     |
| 5月22日        | 十七之巻   | 狙われる街     | - 東雲のオオナマズ（十八之巻） - 怪童子（十七之巻） - 妖姫（十七之巻） - 胃袋（十七之巻） | 大石真司            | 諸田敏   | 輝〜音劇・突風〜               |
| 5月29日        | 十八之巻   | 挫けぬ疾風     | - 東雲のオオナマズ（十八之巻） - 怪童子（十七之巻） - 妖姫（十七之巻） - 胃袋（十七之巻） | 大石真司            | 諸田敏   | 輝〜紫炎・突風〜               |
| 6月05日        | 十九之巻   | かき鳴らす戦士 | - 鎌倉のバケガニ（十九之巻） - 箱根のバケガニ（十九之巻） - 三浦半島のバケガニ（十九之巻） - 大洗のバケガニ - 怪童子（十九之巻） - 妖姫（十九之巻） - 大洗のアミキリ（二十之巻） - 怪童子（二十之巻） - 妖姫（二十之巻） | きだつよし          | 髙丸雅隆 | 輝〜音劇・烈雷〜               |
| 6月12日        | 二十之巻   | 清める音       | - 鎌倉のバケガニ（十九之巻） - 箱根のバケガニ（十九之巻） - 三浦半島のバケガニ（十九之巻） - 大洗のバケガニ - 怪童子（十九之巻） - 妖姫（十九之巻） - 大洗のアミキリ（二十之巻） - 怪童子（二十之巻） - 妖姫（二十之巻） | きだつよし          | 髙丸雅隆 | 輝〜音劇・烈雷〜               |
| 6月26日        | 二十一之巻 | 引き合う魔物   | - 浅間山のウブメ - 怪童子 - 妖姫 - 浅間山のヤマアラシ - 怪童子 - 妖姫 - 浅間山のナナシ（二十二之巻） | きだつよし          | 石田秀範 | 輝〜烈雷・突風〜               |
| 7月03日        | 二十二之巻 | 化ける繭       | - 浅間山のウブメ - 怪童子 - 妖姫 - 浅間山のヤマアラシ - 怪童子 - 妖姫 - 浅間山のナナシ（二十二之巻） | きだつよし          | 石田秀範 | 輝〜紫炎・猛士〜               |
| 7月10日        | 二十三之巻 | 鍛える夏       | - 旭村のドロタボウ - 怪童子 - 妖姫（二十三之巻） - 高萩のイッタンモメン（二十四之巻） | 大石真司            | 諸田敏   | 輝〜鍛える夏〜                 |
| 7月17日        | 二十四之巻 | 燃える紅       | - 旭村のドロタボウ - 怪童子 - 妖姫（二十三之巻） - 高萩のイッタンモメン（二十四之巻） | 大石真司            | 諸田敏   | 輝〜紫炎〜                     |
| 7月24日        | 二十五之巻 | 走る紺碧       | - 秩父のカッパ（三体） | 大石真司            | 髙丸雅隆 | 輝〜走る紺碧・紫炎〜           |
| 8月07日        | 二十六之巻 | 刻まれる日々   | - 葛野のバケガニ（二十六之巻） - 怪童子（二十六之巻） - 妖姫（二十六之巻） - 猿橋のバケネコ | 大石真司            | 石田秀範 | 輝〜猛士・不知火〜             |
| 8月14日        | 二十七之巻 | 伝える絆       | - 葛野のバケガニ（二十六之巻） - 怪童子（二十六之巻） - 妖姫（二十六之巻） - 猿橋のバケネコ | 大石真司            | 石田秀範 | 輝〜烈雷・走る紺碧〜           |
| 8月21日        | 二十八之巻 | 絶えぬ悪意     | - 下久保のテング（二十八之巻） - 榧ノ木のヨロイツチグモ（二十九之巻） - 武者童子 - 鎧姫 | 大石真司            | 金田冶   | 輝〜絶えぬ悪意〜               |
| 8月28日        | 二十九之巻 | 輝く少年       | - 下久保のテング（二十八之巻） - 榧ノ木のヨロイツチグモ（二十九之巻） - 武者童子 - 鎧姫 | 大石真司            | 金田冶   | 輝〜音劇〜                     |
| 9月04日        | 三十之巻   | 鍛える予感     | - 四谷のカシャ | 井上敏樹            | 諸田敏   | 輝〜一之巻〜                   |
| 9月11日        | 三十一之巻 | 超える父       | - 四谷のカシャ | 井上敏樹            | 諸田敏   | 輝〜一之巻・絶えぬ悪意・紫炎〜 |
| 9月18日        | 三十二之巻 | 弾ける歌       | - 奥多摩のカマイタチ | 井上敏樹            | 髙丸雅隆 | 輝〜一之巻・猛士〜             |
| 9月25日        | 三十三之巻 | 装甲う刃       | - 奥多摩のカマイタチ | 井上敏樹            | 髙丸雅隆 | 輝〜一之巻〜                   |
| 10月02日       | 三十四之巻 | 恋する鰹       | - 港区のウワン | 井上敏樹            | 石田秀範 | 始まりの君へ                   |
| 10月09日       | 三十五之巻 | 惑わす天使     | - 港区のウワン | 井上敏樹            | 石田秀範 | 始まりの君へ                   |
| 10月16日       | 三十六之巻 | 飢える朱鬼     | - 長瀞のノツゴ | 井上敏樹            | 坂本太郎 | 始まりの君へ                   |
| 10月23日       | 三十七之巻 | 甦る雷         | - 長瀞のノツゴ | 井上敏樹            | 坂本太郎 | 始まりの君へ                   |
| 10月30日       | 三十八之巻 | 敗れる音撃     | - 東筑波のヨブコ | 米村正二            | 田村直己 | 始まりの君へ                   |
| 11月13日       | 三十九之巻 | 始まる君       | - 東筑波のヨブコ | 米村正二            | 田村直己 | 始まりの君へ                   |
| 11月20日       | 四十之巻   | 迫るオロチ     | - 森のコダマ | 井上敏樹            | 金田治   | 始まりの君へ                   |
| 11月27日       | 四十一之巻 | 目醒める師弟   | - 森のコダマ | 井上敏樹            | 金田治   | 始まりの君へ                   |
| 12月04日       | 四十二之巻 | 猛る妖魔       | - 東秩父のウブメ - 東秩父のカッパ - 東秩父のオオナマズ（未登場） - 胃袋 - 東秩父のオトロシ - 鳩山のオオアリ - 鳩山のバケネコ                                                                                             | 井上敏樹            | 坂本太郎 | 始まりの君へ                   |
| 12月11日       | 四十三之巻 | 変われぬ身     | - 三浦のウワン - 三浦のバケガニ - 三浦のテング - 謎の洋館のヌリカベ | 井上敏樹            | 坂本太郎 | 始まりの君へ                   |
| 12月18日       | 四十四之巻 | 秘める禁断     | - 三浦のバケガニ - 館林のイッタンモメン - 館林のカッパ - 館林のバケネコ - 館林のウワン - 館林のコダマ | 井上敏樹            | 鈴村展弘 | 始まりの君へ                   |
| 12月25日       | 四十五之巻 | 散華する斬鬼   | - さいたまのカッパ - さいたまのウワン - さいたまのバケネコ - さいたまのヨブコ - さいたまのカシャ - さいたまのテング - 長瀞のカエングモ - 長瀞のバケネコ                                                                  | 井上敏樹            | 鈴村展弘 | 始まりの君へ                   |
| 2006年01月08日 | 四十六之巻 | 極める鬼道     | - 佐野のヨブコ - 佐野のテング - 佐野のバケガニ - 三浦のアミキリ | 井上敏樹            | 坂本太郎 | 始まりの君へ                   |
| 1月15日        | 四十七之巻 | 語る背中       | - 本栖湖のオオアリ - 日高のウブメ - 日高のイッタンモメン - 狭山のバケネコ | 井上敏樹            | 坂本太郎 | 始まりの君へ                   |
| 1月22日        | 最終之巻   | 明日なる夢     | - 東松山のサトリ - 東松山のロクロクビ | 井上敏樹            | 坂本太郎 | 輝〜一之巻〜                   |

## 放映ネット局
| 放送対象地域  | 放送局           | 系列                          | 備考        |
| ------------- | ---------------- | ----------------------------- | ----------- |
| 関東広域圏    | テレビ朝日       | テレビ朝日系列                | 制作局      |
| 北海道        | 北海道テレビ     | テレビ朝日系列                |             |
| 青森県        | 青森朝日放送     | テレビ朝日系列                |             |
| 岩手県        | 岩手朝日テレビ   | テレビ朝日系列                |             |
| 宮城県        | 東日本放送       | テレビ朝日系列                |             |
| 秋田県        | 秋田朝日放送     | テレビ朝日系列                |             |
| 山形県        | 山形テレビ       | テレビ朝日系列                | [ 注釈 31 ] |
| 福島県        | 福島放送         | テレビ朝日系列                |             |
| 新潟県        | 新潟テレビ21     | テレビ朝日系列                |             |
| 長野県        | 長野朝日放送     | テレビ朝日系列                |             |
| 山梨県        | テレビ山梨       | TBS系列                       |             |
| 静岡県        | 静岡朝日テレビ   | テレビ朝日系列                |             |
| 石川県        | 北陸朝日放送     | テレビ朝日系列                |             |
| 福井県        | 福井放送         | 日本テレビ系列 テレビ朝日系列 |             |
| 中京広域圏    | 名古屋テレビ     | テレビ朝日系列                |             |
| 近畿広域圏    | 朝日放送         | テレビ朝日系列                |             |
| 島根県 鳥取県 | 山陰放送         | TBS系列                       |             |
| 広島県        | 広島ホームテレビ | テレビ朝日系列                |             |
| 山口県        | 山口朝日放送     | テレビ朝日系列                |             |
| 香川県 岡山県 | 瀬戸内海放送     | テレビ朝日系列                |             |
| 愛媛県        | 愛媛朝日テレビ   | テレビ朝日系列                |             |
| 徳島県        | 四国放送         | 日本テレビ系列                |             |
| 福岡県        | 九州朝日放送     | テレビ朝日系列                |             |
| 長崎県        | 長崎文化放送     | テレビ朝日系列                |             |
| 熊本県        | 熊本朝日放送     | テレビ朝日系列                |             |
| 大分県        | 大分朝日放送     | テレビ朝日系列                |             |
| 宮崎県        | 宮崎放送         | TBS系列                       |             |
| 鹿児島県      | 鹿児島放送       | テレビ朝日系列                |             |
| 沖縄県        | 琉球朝日放送     | テレビ朝日系列                |             |

## 他媒体展開

### 映像ソフト化
いずれも発売元は東映ビデオ。
- テレビシリーズのビデオ（VHS、セル・レンタル共通）は全12巻各巻4話収録でリリースされている。DVDの急速な普及に伴い、本作品をもってVHSビデオ（セル・レンタル共通）の発売を終了し、次作『仮面ライダーカブト』以降はセル・レンタルともにDVDのみの展開に移行した。また、第八巻に収録された三十之巻・鍛える予感からは以前までにはカットされていた提供クレジットの背景映像が初収録されるようになった。
- 2005年8月5日 - 2006年7月21日にかけてDVDが発売された。収録内容はビデオ版に準ずる。
- 2008年7月21日発売の「石ノ森章太郎 生誕70周年 DVD-BOX」、および2010年1月21日に発売の「仮面ライダーディケイド 最終巻」の初回生産特典として第1話が収録。
- 2019年1月9日 - 2019年5月8日にかけてBlu-ray BOXが発売。映像特典として、BOX1には『細川茂樹単独インタビュー（仮）』、BOX3には『仮面ライダー響鬼 超バトルDVD 明日夢変身 キミも鬼になれる!!』の収録が発表されている[179]。

### 他テレビシリーズ・テレビスペシャル
『仮面ライダーディケイド』
響鬼をはじめとする本作品の鬼と魔化魍が登場。
『仮面ライダーG』
『SmaSTATION!!Presents SMAPがんばりますっ!!』内で放送された作品。響鬼が登場。
『仮面ライダーウィザード』
第52・53話に響鬼が登場。
『仮面ライダージオウ』
響鬼が2068年の世界に歴代平成仮面ライダーの銅像のひとつとして登場。
EP32のエピローグで響鬼が登場。EP33・34にて、桐矢京介 / 京介変身体、トドロキ / 轟鬼がオリジナルキャストで登場。EP47からLAST（最終回）に魔化魍とアミキリが複数体登場。
『仮面ライダーガッチャード』
第35話に仮面ライダーレジェンドに召喚された仮面ライダー響鬼が登場。

### 映画
『劇場版 仮面ライダー響鬼と7人の戦鬼』（2005年9月3日公開）
本作品の単独作品。
『劇場版 仮面ライダーディケイド オールライダー対大ショッカー』（2009年8月8日公開）
『仮面ライダーディケイド』の単独作品。響鬼と魔化魍が登場。
『仮面ライダー×仮面ライダー W&ディケイド MOVIE大戦2010』（2009年12月12日公開）
『仮面ライダーW』と『仮面ライダーディケイド』のクロスオーバー作品。響鬼と魔化魍が登場。
『オーズ・電王・オールライダー レッツゴー仮面ライダー』（2011年4月1日公開）
『仮面ライダーオーズ/OOO』と『仮面ライダー電王』をメインとしたクロスオーバー作品。響鬼をはじめとする本作品の鬼と魔化魍が登場。
スーパーヒーロー大戦シリーズ
いずれも仮面ライダーシリーズとスーパー戦隊シリーズのクロスオーバー作品。
『仮面ライダー×スーパー戦隊 スーパーヒーロー大戦』（2012年4月21日公開）
響鬼と魔化魍が登場。
『仮面ライダー×スーパー戦隊×宇宙刑事 スーパーヒーロー大戦Z』（2013年4月27日公開）
先の2シリーズとメタルヒーローシリーズのクロスオーバー作品。響鬼が登場。
『平成ライダー対昭和ライダー 仮面ライダー大戦 feat.スーパー戦隊』（2014年3月29日公開）
平成仮面ライダーシリーズ15作品記念。響鬼が登場。
『スーパーヒーロー大戦GP 仮面ライダー3号』（2015年3月21日公開）
響鬼が登場。
『仮面ライダー×仮面ライダー 鎧武&ウィザード 天下分け目の戦国MOVIE大合戦』（2013年12月14日公開）
『仮面ライダー鎧武/ガイム』と『仮面ライダーウィザード』のクロスオーバー作品。武神響鬼が登場。
『劇場版 仮面ライダービルド Be The One』（2018年8月4日公開）
『仮面ライダービルド』の単独作品。 響鬼が登場。
『平成仮面ライダー20作記念 仮面ライダー平成ジェネレーションズ FOREVER』（2018年12月22日公開）
『仮面ライダージオウ』と『仮面ライダービルド』をメインとしたクロスオーバー作品。響鬼が登場。
『劇場版 仮面ライダージオウ Over Quartzer』（2019年7月26日公開）
『仮面ライダージオウ』の単独作品。響鬼が登場。
『仮面ライダー 令和 ザ・ファースト・ジェネレーション』（2019年12月21日公開）
『仮面ライダージオウ』と『仮面ライダーゼロワン』をメインとしたクロスオーバー作品。響鬼が登場。
『セイバー+ゼンカイジャー スーパーヒーロー戦記』(2021年7月22日公開)
仮面ライダー50周年×スーパー戦隊45作品記念作品。響鬼が登場。

### オリジナルDVD
『仮面ライダー響鬼 超（ハイパー）バトルDVD 明日夢 変身 キミも鬼になれる!!』
てれびくんの応募者全員サービスのDVD。本作品以降から『超バトルDVD』というタイトルとなった。明日夢が喋るディスクアニマルたちから、鬼の心得を教えられて特訓して鍛え、鬼になろうと努力する話。ディスクアニマルの修行という形で全ライダーの紹介を行い、最後にはディスクアニマルから与えられた変身音叉で変身に成功し、装甲響鬼にもなる。
キャスト
- 安達明日夢 - 栩原楽人
- 童子 - 村田充
- 姫 - 芦名星
- DAタカ / シシの声 - 堀之紀
- DAカエル / ヘビの声 - 松野太紀
- DAオオカミ / ワシの声 - 島田敏
- DAカニ / サルの声 - 平野正人
- 裁鬼の声 - 塩野勝美

スーツアクター
- 大岩永徳
- 伊藤慎
- 小倉敏博

スタッフ
- 原作 - 石ノ森章太郎
- 音楽 - 佐橋俊彦
- 監督 - 柴﨑貴行
- アクション監督 - 宮崎剛
- プロデュース - 白倉伸一郎、土田真通、大森敬仁
- 構成 - 土田真通
- 制作協力 - 東映
- ビデオ制作 - 東映ビデオ
- 製作・発行 - 小学館

『仮面ライダーディケイド 超アドベンチャーDVD 守れ！〈てれびくんの世界〉』
『仮面ライダーディケイド』のオリジナルDVD。仮面ライダー響鬼が登場。

### ネットムービー
『仮面ライダーエグゼイド［裏技］仮面ライダーゲンム』
『仮面ライダーエグゼイド』のスピンオフ作品。響鬼が登場。
『仮面ライダーガッチャードVS仮面ライダーレジェンド』
『仮面ライダーガッチャード』のスピンオフ作品。響鬼が登場。

### CS放送・ネット配信
- CS放送
- 東映チャンネル…2009年8月 - 2010年1月、2011年12月 - 2012年5月（いずれも「石ノ森章太郎劇場」枠）
- テレ朝チャンネル1…2013年4月 - 2014年3月
- ファミリー劇場…2014年

ネット配信
- 東映特撮 YouTube Official…2011年8月1日 - 2012年1月15日、2017年12月22日 - 2018年6月8日、2024年2月10日 - 2024年7月27日
- 東映特撮ニコニコおふぃしゃる…2012年3月26日 - 2013年2月10日

### 小説
『仮面ライダー響鬼 明日への指針（コンパス）』
著：稲元おさむ、イラスト：岩崎美奈子
ソノラマ文庫、2005年7月発売。ISBN 978-4-257-77057-2
一之巻から六之巻までをノベライズ。物語の基本的な流れはテレビシリーズに準じつつ、補足エピソードや登場人物の心情などが加えられている。
『小説 仮面ライダー響鬼』
著：きだつよし
講談社キャラクター文庫、2013年5月23日発売。ISBN 978-4-06-314855-8
テレビシリーズより過去の江戸時代初期の関ヶ原の戦から数十年後を舞台に、当時活躍していた鬼たちと『変身忍者 嵐』の主人公・ハヤテ/嵐やカスミ、谷の鬼十たち忍者との共闘、そして鬼一族と魔化魍、化身忍者に繋がるルーツを描いている。

### ゲーム
『仮面ライダー響鬼』
バンダイより2005年12月1日にPlayStation 2用の格闘アクションゲームとして発売。開発はdIGIFLOYD、媒体はCD-ROM。
初回特典として、「輝」「少年よ」を収録した『太鼓の達人』（ナムコ）の特別バージョンディスクが付属している。前2作のゲーム版同様、劇場版のキャラクターは一切登場しない。
敵の魔化魍に音撃を使用する際に、『太鼓の達人』のタタコンを使用することで、音撃を再現、体感できるようになっている。同ゲームと同じシステムで太鼓を叩くことにより攻撃が可能。